# بوندس‌لیگا ۲۱–۲۰۲۰
بوندس‌لیگا ۲۱–۲۰۲۰، ۵۸امین دوره از رقابت‌های بوندس‌لیگا، برترین سطح از مسابقات فوتبال در کشور آلمان بود.
این رقابت‌ها از ۱۸ سپتامبر ۲۰۲۰ آغاز و در ۲۲ مه ۲۰۲۱ پایان یافت. باشگاه فوتبال بایرن مونیخ مدافع عنوان قهرمانی توانست برای هشتمین بار پیاپی قهرمان لیگ شود و در مجموع ۳۰امین عنوان قهرمانی خود در فوتبال آلمان (۲۹امین در تاریخ بوندسلیگا) را به دست آورد.
شروع کار این فصل از بوندس‌لیگا در اصل برای ۲۱ اوت ۲۰۲۰ و پایانش برای ۱۵ مه ۲۰۲۱ برنامه‌ریزی شده بود، اما با تعلیق لیگ در فصل گذشته در پی شیوع کووید-۱۹، با تأخیر برگزار شد. جدول زمانی مسابقات در ۷ اوت ۲۰۲۰ اعلام شد.
بایرن مونیخ مدافع عنوان قهرمانی بود و با موفقیت از عنوانش دفاع کرد و در ۸ مه با سه بازی مانده تا پایان فصل، به رکورد نهمین قهرمانی متوالی و سی و یکمین قهرمانی در مجموع (۳۰امین در دوران بوندس‌لیگا) دست یافت. با کسب سی‌امین قهرمانی در بوندسلیگا، پنجمین ستاره طلایی بر روی نشان و پیراهن تیم بایرن نقش بست.
روبرت لواندوفسکی از بایرن با ۴۱ گل رکورد جدیدی برای گلزنی در یک فصل از بوندس‌لیگا را با نام خود ثبت کرد و از رکورد ۴۰ گل قبلی که گرد مولر در فصل ۷۲–۱۹۷۱ ثبت کرده بود، پیشی گرفت.

## تأثیرات کووید-۱۹ بر این فصل
در ۳ سپتامبر ۲۰۲۰، مجمع عمومی لیگ فوتبال آلمان تصمیم گرفت تا قانون‌ پنج تعویضی که از هفته‌های پایانی فصل قبل اجرایی شد تا تاثیر فشردگی مسابقات ناشی از همه‌گیری کووید-۱۹ بر روی بازیکنان کاهش یابد، در این فصل ادامه پیدا کند. استفاده از پنج تعویض بر اساس تصمیم مسئولان برگزاری لیگ، توسط هیئت بین‌المللی فوتبال تا سال ۲۰۲۱ تمدید شد. به دلیل محدودیت‌های ناشی از همه‌گیری کووید-۱۹ در سراسر ایالت‌های آلمان، فصل بدون حضور تماشاگران یا با ظرفیت کمتر ورزشگاه‌ها آغاز شد. لایپزیگ فصل را با حضور ۸۵۰۰ تماشاگر آغاز کرد، در حالی که در برلین، حداکثر ۵۰۰۰ هوادار اجازه حضور را در ورزشگاه‌ها داشتند.

## خلاصه فصل
از آنجا که فینال سال ۲۰۲۰ از لیگ قهرمانان اروپا، به دلیل همه‌گیری کووید-۱۹ به تعویق افتاده بود، بایرن این فصل از بوندس‌لیگا را تنها کمتر از یک ماه پس از غلبه بر پاری سن ژرمن و قهرمانی در آن فینال آغاز کرد. در اولین هفته از لیگ، شالکه را با ۸ گل در هم شکست و همچون فصل‌های گذشته، از همان هفته‌های ابتدایی در جمع تیم‌های برتر بودند. در هفته هفتم، دورتموند را که در سال‌های اخیر از مدعیان و هماورد همیشگی آنها در مسیر قهرمانی بود، با نتیجه ۳–۲ شکست دادند. با این پیروزی، بسیاری از کارشناسان بایرن را به عنوان بهترین تیم اروپا تحسین کردند. این ستایش در تمام طول فصل ادامه داشت تا آنجا که در ماه مارس، پپ گواردیولا، سرمربی سابقشان، بایرن را بهترین باشگاه اروپا معرفی کرد. در هفته ۳۲ام، پس از آنکه نزدیکترین رقیبشان، لایپزیگ با نتیجه ۳–۲ مقابل دورتموند شکست خورد، نهمین قهرمانی متوالی بایرن در بوندس‌لیگا قطعی شد. این قهرمانی، سی امینِ آنها در بوندسلیگا و سی و یکمین در کل فوتبال آلمان برای بایرن بود و ستاره پنجم را در فصل بعد به نشان آنها اضافه کرد.
در همین حال، شالکه یک فصل فاجعه بار را پشت سر گذاشت و در ۹ ماه متوالی از فصل قبل، نتوانستند حتی یک پیروزی ثبت کنند تا آنکه در جام حذفی، یک باشگاه دسته چهارمی را با نتیجه ۴–۱ شکست دادند. سی بازی متوالی در بوندس‌لیگا بدون کسب حتی پیروزی سپری شد و با رکورد تاریخی تاسمانیا برلین در فصل ۶۶–۱۹۶۵، فاصله‌ای نداشتند که سرانجام توانستند در ژانویه یک پیروزی ۴–۰ را مقابل هوفنهایم به دست آوردند. قبل از آغاز فصل، شالکه اعلام کرده بود، بیش از ۲۰۰ میلیون بدهی دارد که منجر به کاهش بودجه آنها در این فصل شد. این نتایج ضعیف، اخراج مدیران و مربیان را به دنبال داشت. در ژانویه، کلاش-یان هونتلار، ستاره سابق تیم، از آژاکس بازگشت تا از سقوطشان جلوگیری کند، اما سقوط شالکه برای اولین بار در بیش از سی سال گذشته، حتمی بود.

## تیم‌ها

### تغییرات تیم‌ها
| رتبه | سقوط از بوندس‌لیگا .۱           |
| ---- | ------------------------------ |
| ۱۷.  | باشگاه فوتبال فورتونا دوسلدورف |
| ۱۸.  | باشگاه فوتبال پادربورن         |

| رتبه | صعود از بوندس‌لیگا .۲          |
| ---- | ----------------------------- |
| ۱.   | باشگاه فوتبال آرمینیا بیله‌فلد |
| ۲.   | باشگاه فوتبال اشتوتگارت       |

فورتونا دوسلدورف با قرار گرفتن در رتبه هفدهم و پادربورن با نشستن در آخرین خانه جدول در فصل گذشته از بوندس‌لیگا، فصل جدید فوتبال را در بوندس‌لیگای ۲ رقابت کردند. آرمینیا بیله‌فلد با قهرمانی و اشتوتگارت در پشت سر آنها به عنوان نایب قهرمان بوندس‌لیگا .۲ در فصل ۲۰–۲۰۱۹، به سطح برتر فوتبال آلمان راه پیدا کردند. وردر برمن در رده هفدهم بوندس‌لیگا ۲۰–۲۰۱۹ و هایدنهایم به عنوان تیم سوم بوندس‌لیگا .۲ در یک بازی پلی‌آف به مصاف هم رفتند و وردر برمن توانست با پیروزی، موقعیت خود را در برترین لیگ آلمان حفظ کند.

### تعداد تیم‌ها براساس ایالت
| رتبه | ایالت            | تعداد | تیم‌ها                                                              |
| ---- | ---------------- | ----- | ------------------------------------------------------------------ |
| ۱    | نوردراین-وستفالن | ۶     | دورتموند، آرمینیا بیله‌فلد، کلن، بایر لورکوزن، مونشن‌گلادباخ و شالکه |
| ۲    | بادن-وورتمبرگ    | ۳     | فرایبورگ، اشتوتگارت و هوفنهایم                                     |
| ۲    | بایرن            | ۲     | آگسبورگ و بایرن مونیخ                                              |
| ۲    | برلین            | ۲     | هرتابرلین و یونیون برلین                                           |
| ۵    | برمن             | ۱     | وردربرمن                                                           |
| ۵    | هسن              | ۱     | آینتراخت                                                           |
| ۵    | نیدرزاکسن        | ۱     | وولفسبورگ                                                          |
| ۵    | راینلاند-فالتس   | ۱     | ماینتس                                                             |
| ۵    | زاکسن            | ۱     | لایپزیگ                                                            |

### ورزشگاه و موقعیت تیم‌ها
جدول، بر اساس میانگین بیشترین میانگین حضور تماشاگران مرتب شده است.
با توجه به شرایط ناشی از همه‌گیری کووید-۱۹، تنها بخشی از کل ظرفیت ورزشگاه مجاز بود. هر منطقه از آلمان با توجه به شرایط خاص همان منطقه، تصمیمات مربوط به تعداد و حصور یا عدم حضور تماشاگران را بررسی می‌کرد. علاوه بر این، از هفته ششم، تیم‌ها تنها مجاز به برگزاری بازی بدون حضور تماشاگران بودند. در هفته پایانی لیگ، برخی از ورزشگاه‌ها مجدداً اجازه داشتند جمعیت کمی از هواداران را پذیرا باشند و بیشترین آنها، ۲۰۰۰ نفر در بازی خانگی یونیون برلین مقابل لایپزیگ بود.
| تیم   | تیم             | مکان             | مکان         | ورزشگاه         | ظرفیت    | آمار فصل حضور تماشاگران | آمار فصل حضور تماشاگران | آمار فصل حضور تماشاگران | عملکرد ۲۰–۲۰۱۹ |
| تیم   | تیم             | مکان             | مکان         | ورزشگاه         | ظرفیت    | مجموع                   | میانگین                 | درصد                    | عملکرد ۲۰–۲۰۱۹ |
| ----- | --------------- | ---------------- | ------------ | --------------- | -------- | ----------------------- | ----------------------- | ----------------------- | -------------- |
| ۱.    | دورتموند        | نوردراین-وستفالن | دورتموند     | وستفالن         | ۸۱٫۳۶۵   | ۲۱٬۸۰۰                  | ۱٬۲۸۲                   | ۱٬۵۸٪                   | نایب‌قهرمان     |
| ۲.    | لایپزیگ         | زاکسن            | لایپزیگ      | ردبول آرنا      | ۴۲٫۱۴۶   | ۱۷٬۹۹۹                  | ۱٬۰۵۹                   | ۲٬۵۱٪                   | سوم            |
| ۳.    | اشتوتگارت       | بادن-وورتمبرگ    | اشتوتگارت    | مرسدس-بنز آرنا  | ۶۰٫۴۴۹   | ۱۷٬۵۰۰                  | ۱٬۰۲۹                   | ۱٬۷۰٪                   | صعود از دسته ۲ |
| ۴.    | یونیون          | برلین            | برلین        | آلتن فورستری    | ۲۲٫۰۱۲   | ۱۵٬۹۰۰                  | 00۹۳۵                   | ۴٬۲۵٪                   | ۱۱ام           |
| ۵.    | آینتراخت        | هسن              | فرانکفورت    | کومرتسبانک آرنا | ۵۱٫۵۰۰   | ۱۴٬۵۰۰                  | 00۸۵۳                   | ۱٬۶۶٪                   | ۹ام            |
| ۶.    | هوفنهایم        | بادن-وورتمبرگ    | زینسهایم     | راین نکر آرنا   | ۳۰٫۱۵۰   | ۱۲٬۱۶۰                  | 00۷۱۵                   | ۲٬۳۷٪                   | ۶ام            |
| ۷.    | وولفسبورگ       | نیدرزاکسن        | وولفسبورگ    | فولکسواگن آرنا  | ۳۰٫۰۰۰   | ۱۱٬۰۰۰                  | 00۶۴۷                   | ۲٬۱۶٪                   | ۷ام            |
| ۸.    | مونشن‌گلادباخ    | نوردراین-وستفالن | مونشن‌گلادباخ | بروسیا پارک     | ۵۴٫۰۲۲   | ۱۰٬۶۸۳                  | 00۶۲۸                   | ۱٬۱۶٪                   | ۴ام            |
| ۹.    | وردر برمن       | برمن (ایالت)     | برمن         | وزراشتادیون     | ۴۲٫۱۰۰   | ۸٬۶۰۰                   | 00۵۰۶                   | ۱٬۲۰٪                   | ۱۶ام           |
| ۱۰.   | هرتابرلین       | برلین            | برلین        | المپیک برلین    | ۷۴٫۴۰۰   | ۸٬۰۰۰                   | 00۴۷۱                   | ۰٬۶۳٪                   | ۱۰ام           |
| ۱۱.   | بایر لورکوزن    | نوردراین-وستفالن | لورکوزن      | بای‌آرنا         | ۳۰٫۲۱۰   | ۶٬۰۰۰                   | 00۳۵۳                   | ۱٬۱۷٪                   | ۵ام            |
| ۱۲.   | آگسبورگ         | بایرن            | آوگسبورگ     | آگسبورگ آرنا    | ۳۰٫۶۶۰   | ۶٬۰۰۰                   | 00۳۵۳                   | ۱٬۱۵٪                   | ۱۵ام           |
| ۱۳.   | آرمینیا بیله‌فلد | نوردراین-وستفالن | بیله‌فلد      | بیلفلدر         | ۲۶٫۵۱۵   | ۵٬۴۶۰                   | 00۳۲۱                   | ۱٬۲۱٪                   | صعود از دسته ۲ |
| ۱۴.   | ماینتس          | راینلاند فالتس   | ماینتس       | اپل آرنا        | ۳۴٫۰۰۰   | ۳٬۷۵۳                   | 00۲۲۱                   | ۰٬۶۵٪                   | ۱۳ام           |
| ۱۵.   | فرایبورگ        | بادن-وورتمبرگ    | فرایبورگ     | شوارتزوالد      | ۲۴٫۰۰۰   | ۳٬۲۰۰                   | 00۱۸۸                   | ۰٬۷۸٪                   | ۸ام            |
| ۱۶.   | کلن             | نوردراین-وستفالن | کلن          | راین انرژی      | ۵۰٫۰۰۰   | 00۶۰۰                   | 000۳۵                   | ۰٬۰۷٪                   | ۱۴ام           |
| ۱۷.   | شالکه           | نوردراین-وستفالن | گلزنکیرشن    | فلتینس آرنا     | ۶۲٫۲۷۱   | 00۳۰۰                   | 000۱۸                   | ۰٬۰۳٪                   | ۱۲ام           |
| ۱۸.   | بایرن مونیخ     | بایرن            | مونیخ        | آلیانتس آرنا    | ۷۵٫۰۰۰   | 00۲۵۰                   | 000۱۵                   | ۰٬۰۲٪۰                  | قهرمان         |
| مجموع | مجموع           | مجموع            | مجموع        | مجموع           | ۸۵۵٫۵۰۰0 | ۱۶۳٬۷۰۵                 | ۵۳۵                     | ۱٬۱۷٪                   |                |

### پرسنل و حامیان مالی لباس
| تیم             | سرمربی             | کاپیتان         | تولیدکننده | حامی(ان) مالی           | حامی(ان) مالی          |
| تیم             | سرمربی             | کاپیتان         | تولیدکننده | سینه (جلو)              | آستین                  |
| --------------- | ------------------ | --------------- | ---------- | ----------------------- | ---------------------- |
| آگسبورگ         | مارکوس واینزیرل    | جفری گوولیو     | نایکی      | WWK                     | Siegmund               |
| هرتابرلین       | پال دردای          | ددریک بویاته    | نایکی      | Homeday                 | Hyundai                |
| یونیون برلین    | اورس فیشر          | کریستوفر تریمل  | آدیداس     | Aroundtown              | wefox                  |
| آرمینیا بیله‌فلد | فرانک کرامر        | فابیان کلوس     | ماکرون     | Schüco                  | JAB Anstoetz Textilien |
| وردر برمن       | توماس شاف          | نیکلاس مویساندر | آمبرو      | Wiesenhof               | 188bet                 |
| دورتموند        | ادین ترزیچ (موقت)  | مارکو رویس      | پوما       | 1&1 Ionos               | Opel                   |
| آینتراخت        | ادی هوتر           | ماکوتو هاسبه    | نایکی      | Indeed.com              | dpd                    |
| فرایبورگ        | کریستین اشترایش    | کرستین گونتر    | هومل       | Schwarzwaldmilch        | ROSE Bikes             |
| هوفنهایم        | سباستین هوینس      | بنیامین هوبنر   | خوما       | SAP                     | SNP                    |
| کلن             | فریدهلم فونکل      | یوناس هکتور     | آل‌اشپرت    | REWE                    | DEVK                   |
| لایپزیگ         | یولیان ناگلسمان    | مارسل زابیتسر   | نایکی      | Red Bull                | CG Immobilien          |
| بایر لورکوزن    | هنس وولف (موقت)    | چارلز آرانگیز   | یاکو       | Barmenia Versicherungen | Kieser Training        |
| ماینتس          | بو اسونسون         | دنی لاتسا       | کاپا       | Kömmerling              | fb88.com               |
| مونشن‌گلادباخ    | مارکو رویس         | لارس اشتیندل    | پوما       | flatex                  | Sonepar                |
| بایرن مونیخ     | هانسی فلیک         | مانوئل نویر     | آدیداس     | Deutsche Telekom        | Qatar Airways          |
| شالکه           | دیمیتریوس گراموزیس | سئاد کولاشیناتس | آمبرو      | Gazprom                 | Harfid                 |
| اشتوتگارت       | پلگرینو ماتاراتسو  | گنزالو کاسترو   | یاکو       | Mercedes-Benz Bank      | Mercedes-Benz EQ       |
| ولفسبورگ        | الیور گلاسنر       | ژوشوا گیلاووگی  | نایکی      | Volkswagen              | Linglong Tire          |

### تغییرات سرمربیان
| تیم       | سرمربی برکنار شده                            | علت             | تاریخ خروج      | تاریخ خروج      | رتبه    | سرمربی جایگزین          | تاریخ ورود      | تاریخ ورود      | منبع                 |
| تیم       | سرمربی برکنار شده                            | علت             | اعلام شده       | خروج            | رتبه    | سرمربی جایگزین          | اعلام شده       | ورود            | منبع                 |
| --------- | -------------------------------------------- | --------------- | --------------- | --------------- | ------- | ----------------------- | --------------- | --------------- | -------------------- |
| هوفنهایم  | ماتیاس کالتنباخ مارسل راپ کای هردلینگ (موقت) | پایان دوره موقت | ۹ ژوئن ۲۰۲۰     | ۳۰ ژوئن ۲۰۲۰    | پیش-فصل | زباستین هوینس           | ۲۷ ژوئیه ۲۰۲۰   | ۲۷ ژوئیه ۲۰۲۰   | [ ۲۵ ] [ ۲۶ ] [ ۲۷ ] |
| شالکه     | دیوید واگنر                                  | اخراج شد.       | ۲۷ سپتامبر ۲۰۲۰ | ۲۷ سپتامبر ۲۰۲۰ | ۱۸ام    | مانوئل باوم             | ۳۰ سپتامبر ۲۰۲۰ | ۳۰ سپتامبر ۲۰۲۰ | [ ۲۸ ] [ ۲۹ ]        |
| ماینتس    | آخیم بایرلتزر                                | اخراج شد.       | ۲۸ سپتامبر ۲۰۲۰ | ۲۸ سپتامبر ۲۰۲۰ | ۱۷ام    | یان-موریتس لیشته (موقت) | ۲۸ سپتامبر ۲۰۲۰ | ۲۸ سپتامبر ۲۰۲۰ | [ ۳۰ ]               |
| دورتموند  | لوسین فاور                                   | اخراج شد.       | ۱۳ دسامبر ۲۰۲۰  | ۱۳ دسامبر ۲۰۲۰  | ۵ام     | ادین ترزیچ (موقت)       | ۱۳ دسامبر ۲۰۲۰  | ۱۳ دسامبر ۲۰۲۰  | [ ۳۱ ]               |
| شالکه     | مانوئل باوم                                  | اخراج شد.       | ۱۸ دسامبر ۲۰۲۰  | ۱۸ دسامبر ۲۰۲۰  | ۱۸ام    | هوب استونس (موقت)       | ۱۸ دسامبر ۲۰۲۰  | ۱۸ دسامبر ۲۰۲۰  | [ ۳۲ ]               |
| شالکه     | هوب استونس (موقت)                            | پایان دوره موقت | ۲۲ دسامبر ۲۰۲۰  | ۲۲ دسامبر ۲۰۲۰  | ۱۸ام    | کریستین گروس            | ۲۷ دسامبر ۲۰۲۰  | ۲۷ دسامبر ۲۰۲۰  | [ ۳۳ ]               |
| ماینتس    | یان-موریتس لیشته (موقت)                      | اخراج شد.       | ۲۸ دسامبر ۲۰۲۰  | ۲۸ دسامبر ۲۰۲۰  | ۱۷ام    | یان زیورت (موقت)        | ۲۸ دسامبر ۲۰۲۰  | ۲۸ دسامبر ۲۰۲۰  | [ ۳۴ ]               |
| ماینتس    | یان زیورت (موقت)                             | پایان دوره موقت | ۴ ژانویه ۲۰۲۱   | ۴ ژانویه ۲۰۲۱   | ۱۷ام    | بو اسونسون              | ۴ ژانویه ۲۰۲۱   | ۴ ژانویه ۲۰۲۱   | [ ۳۵ ]               |
| هرتابرلین | برونو لابادیا                                | اخراج شد.       | ۲۴ ژانویه ۲۰۲۱  | ۲۴ ژانویه ۲۰۲۱  | ۱۳ام    | پال دردای               | ۲۵ ژانویه ۲۰۲۱  | ۲۵ ژانویه ۲۰۲۱  | [ ۳۶ ] [ ۳۷ ]        |
| شالکه     | کریستین گروس                                 | اخراج شد.       | ۲۸ فوریه ۲۰۲۱   | ۲۸ فوریه ۲۰۲۱   | ۱۸ام    | دیمیتریوس گراموزیس      | ۲ مارس ۲۰۲۱     | ۲ مارس ۲۰۲۱     | [ ۳۸ ] [ ۳۹ ]        |
| بیله‌فلد   | اووه نویهاوس                                 | اخراج شد.       | ۱ مارس ۲۰۲۱     | ۱ مارس ۲۰۲۱     | ۱۶ام    | فرانک کرامر             | ۲ مارس ۲۰۲۱     | ۲ مارس ۲۰۲۱     | [ ۴۰ ] [ ۴۱ ]        |
| لورکوزن   | پتر بوش                                      | اخراج شد.       | ۲۳ مارس ۲۰۲۱    | ۲۳ مارس ۲۰۲۱    | ۶ام     | هانس وولف (موقت)        | ۲۳ مارس ۲۰۲۱    | ۲۳ مارس ۲۰۲۱    | [ ۴۲ ]               |
| کلن       | مارکوس گیزدول                                | اخراج شد.       | ۱۱ آوریل ۲۰۲۱   | ۱۱ آوریل ۲۰۲۱   | ۱۷ام    | فریدهلم فونکل           | ۱۲ آوریل ۲۰۲۱   | ۱۲ آوریل ۲۰۲۱   | [ ۴۳ ] [ ۴۴ ]        |
| آگسبورگ   | هیکو هرلیش                                   | اخراج شد.       | ۲۶ آوریل ۲۰۲۱   | ۲۶ آوریل ۲۰۲۱   | ۱۳ام    | مارکوس واینتسیل         | ۲۶ آوریل ۲۰۲۱   | ۲۶ آوریل ۲۰۲۱   | [ ۴۵ ]               |
| وردر برمن | فلورین کوفت                                  | اخراج شد.       | ۱۶ مه ۲۰۲۱      | ۱۶ مه ۲۰۲۱      | ۱۶ام    | توماس شاف (موقت)        | ۱۶ مه ۲۰۲۱      | ۱۶ مه ۲۰۲۱      | [ ۴۶ ]               |

## جدول لیگ و نتایج

### جدول لیگ
| رتبه                 | تیم             | امتیاز | بازی | پ. | ت. | ش. | گ.ز. | گ.خ. | ت‌.گ. | توضیحات |
| -------------------- | --------------- | ------ | ---- | -- | -- | -- | ---- | ---- | ---- | --- |
| ۱                    | بایرن مونیخ     | ۷۸     | ۳۴   | ۲۴ | ۶  | ۴  | ۹۹   | ۴۴   | + ۵۵ | قوانین جدول رده‌بندی: ۱: امتیاز ۲: تفاضل گل ۳: گل‌های زده ۴: امتیاز در بازی‌های رو در رو ۵: گل‌های زده خارج از خانه در بازی‌های رو در رو ۶: گل‌های زده در بازی‌های خارج از خانه ۷: بازی پلی‌آفصعود و سقوط کسب سهمیه حضور در مرحله گروهیلیگ قهرمانان اروپا ۲۲–۲۰۲۱ کسب سهمیه حضور در مرحله گروهیلیگ اروپا ۲۲–۲۰۲۱ کسب سهمیه حضور در مرحله پلی‌آفلیگ کنفرانس اروپا ۲۲–۲۰۲۱ شرکت در بازی پلی‌آف سقوط به بوندس‌لیگا .۲ ۲۲–۲۰۲۱ |
| ۲                    | لایپزیگ         | ۶۵     | ۳۴   | ۱۹ | ۸  | ۷  | ۶۰   | ۳۲   | +۲۸  | قوانین جدول رده‌بندی: ۱: امتیاز ۲: تفاضل گل ۳: گل‌های زده ۴: امتیاز در بازی‌های رو در رو ۵: گل‌های زده خارج از خانه در بازی‌های رو در رو ۶: گل‌های زده در بازی‌های خارج از خانه ۷: بازی پلی‌آفصعود و سقوط کسب سهمیه حضور در مرحله گروهیلیگ قهرمانان اروپا ۲۲–۲۰۲۱ کسب سهمیه حضور در مرحله گروهیلیگ اروپا ۲۲–۲۰۲۱ کسب سهمیه حضور در مرحله پلی‌آفلیگ کنفرانس اروپا ۲۲–۲۰۲۱ شرکت در بازی پلی‌آف سقوط به بوندس‌لیگا .۲ ۲۲–۲۰۲۱ |
| ۳                    | دورتموند        | ۶۴     | ۳۴   | ۲۰ | ۴  | ۱۰ | ۷۵   | ۴۶   | +۲۹  | قوانین جدول رده‌بندی: ۱: امتیاز ۲: تفاضل گل ۳: گل‌های زده ۴: امتیاز در بازی‌های رو در رو ۵: گل‌های زده خارج از خانه در بازی‌های رو در رو ۶: گل‌های زده در بازی‌های خارج از خانه ۷: بازی پلی‌آفصعود و سقوط کسب سهمیه حضور در مرحله گروهیلیگ قهرمانان اروپا ۲۲–۲۰۲۱ کسب سهمیه حضور در مرحله گروهیلیگ اروپا ۲۲–۲۰۲۱ کسب سهمیه حضور در مرحله پلی‌آفلیگ کنفرانس اروپا ۲۲–۲۰۲۱ شرکت در بازی پلی‌آف سقوط به بوندس‌لیگا .۲ ۲۲–۲۰۲۱ |
| ۴                    | ولفسبورگ        | ۶۱     | ۳۴   | ۱۷ | ۱۰ | ۷  | ۶۱   | ۳۷   | +۲۴  | قوانین جدول رده‌بندی: ۱: امتیاز ۲: تفاضل گل ۳: گل‌های زده ۴: امتیاز در بازی‌های رو در رو ۵: گل‌های زده خارج از خانه در بازی‌های رو در رو ۶: گل‌های زده در بازی‌های خارج از خانه ۷: بازی پلی‌آفصعود و سقوط کسب سهمیه حضور در مرحله گروهیلیگ قهرمانان اروپا ۲۲–۲۰۲۱ کسب سهمیه حضور در مرحله گروهیلیگ اروپا ۲۲–۲۰۲۱ کسب سهمیه حضور در مرحله پلی‌آفلیگ کنفرانس اروپا ۲۲–۲۰۲۱ شرکت در بازی پلی‌آف سقوط به بوندس‌لیگا .۲ ۲۲–۲۰۲۱ |
| ۵                    | اینتراخت        | ۶۰     | ۳۴   | ۱۶ | ۱۲ | ۶  | ۶۹   | ۵۳   | + ۱۶ | قوانین جدول رده‌بندی: ۱: امتیاز ۲: تفاضل گل ۳: گل‌های زده ۴: امتیاز در بازی‌های رو در رو ۵: گل‌های زده خارج از خانه در بازی‌های رو در رو ۶: گل‌های زده در بازی‌های خارج از خانه ۷: بازی پلی‌آفصعود و سقوط کسب سهمیه حضور در مرحله گروهیلیگ قهرمانان اروپا ۲۲–۲۰۲۱ کسب سهمیه حضور در مرحله گروهیلیگ اروپا ۲۲–۲۰۲۱ کسب سهمیه حضور در مرحله پلی‌آفلیگ کنفرانس اروپا ۲۲–۲۰۲۱ شرکت در بازی پلی‌آف سقوط به بوندس‌لیگا .۲ ۲۲–۲۰۲۱ |
| ۶                    | بایر لورکوزن    | ۵۲     | ۳۴   | ۱۴ | ۱۰ | ۱۰ | ۵۳   | ۳۹   | +۱۴  | قوانین جدول رده‌بندی: ۱: امتیاز ۲: تفاضل گل ۳: گل‌های زده ۴: امتیاز در بازی‌های رو در رو ۵: گل‌های زده خارج از خانه در بازی‌های رو در رو ۶: گل‌های زده در بازی‌های خارج از خانه ۷: بازی پلی‌آفصعود و سقوط کسب سهمیه حضور در مرحله گروهیلیگ قهرمانان اروپا ۲۲–۲۰۲۱ کسب سهمیه حضور در مرحله گروهیلیگ اروپا ۲۲–۲۰۲۱ کسب سهمیه حضور در مرحله پلی‌آفلیگ کنفرانس اروپا ۲۲–۲۰۲۱ شرکت در بازی پلی‌آف سقوط به بوندس‌لیگا .۲ ۲۲–۲۰۲۱ |
| ۷                    | یونیون برلین    | ۵۰     | ۳۴   | ۱۲ | ۱۴ | ۸  | ۵۰   | ۴۳   | + ۷  | قوانین جدول رده‌بندی: ۱: امتیاز ۲: تفاضل گل ۳: گل‌های زده ۴: امتیاز در بازی‌های رو در رو ۵: گل‌های زده خارج از خانه در بازی‌های رو در رو ۶: گل‌های زده در بازی‌های خارج از خانه ۷: بازی پلی‌آفصعود و سقوط کسب سهمیه حضور در مرحله گروهیلیگ قهرمانان اروپا ۲۲–۲۰۲۱ کسب سهمیه حضور در مرحله گروهیلیگ اروپا ۲۲–۲۰۲۱ کسب سهمیه حضور در مرحله پلی‌آفلیگ کنفرانس اروپا ۲۲–۲۰۲۱ شرکت در بازی پلی‌آف سقوط به بوندس‌لیگا .۲ ۲۲–۲۰۲۱ |
| ۸                    | مونشن‌گلادباخ    | ۴۹     | ۳۴   | ۱۳ | ۱۰ | ۱۱ | ۶۴   | ۵۶   | +۸   | قوانین جدول رده‌بندی: ۱: امتیاز ۲: تفاضل گل ۳: گل‌های زده ۴: امتیاز در بازی‌های رو در رو ۵: گل‌های زده خارج از خانه در بازی‌های رو در رو ۶: گل‌های زده در بازی‌های خارج از خانه ۷: بازی پلی‌آفصعود و سقوط کسب سهمیه حضور در مرحله گروهیلیگ قهرمانان اروپا ۲۲–۲۰۲۱ کسب سهمیه حضور در مرحله گروهیلیگ اروپا ۲۲–۲۰۲۱ کسب سهمیه حضور در مرحله پلی‌آفلیگ کنفرانس اروپا ۲۲–۲۰۲۱ شرکت در بازی پلی‌آف سقوط به بوندس‌لیگا .۲ ۲۲–۲۰۲۱ |
| ۹                    | اشتوتگارت       | ۴۵     | ۳۴   | ۱۲ | ۹  | ۱۳ | ۵۶   | ۵۵   | +۱   | قوانین جدول رده‌بندی: ۱: امتیاز ۲: تفاضل گل ۳: گل‌های زده ۴: امتیاز در بازی‌های رو در رو ۵: گل‌های زده خارج از خانه در بازی‌های رو در رو ۶: گل‌های زده در بازی‌های خارج از خانه ۷: بازی پلی‌آفصعود و سقوط کسب سهمیه حضور در مرحله گروهیلیگ قهرمانان اروپا ۲۲–۲۰۲۱ کسب سهمیه حضور در مرحله گروهیلیگ اروپا ۲۲–۲۰۲۱ کسب سهمیه حضور در مرحله پلی‌آفلیگ کنفرانس اروپا ۲۲–۲۰۲۱ شرکت در بازی پلی‌آف سقوط به بوندس‌لیگا .۲ ۲۲–۲۰۲۱ |
| ۱۰                   | فرایبورگ        | ۴۵     | ۳۴   | ۱۲ | ۹  | ۱۳ | ۵۲   | ۵۲   | ۰    | قوانین جدول رده‌بندی: ۱: امتیاز ۲: تفاضل گل ۳: گل‌های زده ۴: امتیاز در بازی‌های رو در رو ۵: گل‌های زده خارج از خانه در بازی‌های رو در رو ۶: گل‌های زده در بازی‌های خارج از خانه ۷: بازی پلی‌آفصعود و سقوط کسب سهمیه حضور در مرحله گروهیلیگ قهرمانان اروپا ۲۲–۲۰۲۱ کسب سهمیه حضور در مرحله گروهیلیگ اروپا ۲۲–۲۰۲۱ کسب سهمیه حضور در مرحله پلی‌آفلیگ کنفرانس اروپا ۲۲–۲۰۲۱ شرکت در بازی پلی‌آف سقوط به بوندس‌لیگا .۲ ۲۲–۲۰۲۱ |
| ۱۱                   | هوفنهایم        | ۴۳     | ۳۴   | ۱۱ | ۱۰ | ۱۳ | ۵۲   | ۵۴   | −۲   | قوانین جدول رده‌بندی: ۱: امتیاز ۲: تفاضل گل ۳: گل‌های زده ۴: امتیاز در بازی‌های رو در رو ۵: گل‌های زده خارج از خانه در بازی‌های رو در رو ۶: گل‌های زده در بازی‌های خارج از خانه ۷: بازی پلی‌آفصعود و سقوط کسب سهمیه حضور در مرحله گروهیلیگ قهرمانان اروپا ۲۲–۲۰۲۱ کسب سهمیه حضور در مرحله گروهیلیگ اروپا ۲۲–۲۰۲۱ کسب سهمیه حضور در مرحله پلی‌آفلیگ کنفرانس اروپا ۲۲–۲۰۲۱ شرکت در بازی پلی‌آف سقوط به بوندس‌لیگا .۲ ۲۲–۲۰۲۱ |
| ۱۲                   | ماینتس          | ۳۹     | ۳۴   | ۱۰ | ۹  | ۱۵ | ۳۹   | ۵۶   | −۱۷  | قوانین جدول رده‌بندی: ۱: امتیاز ۲: تفاضل گل ۳: گل‌های زده ۴: امتیاز در بازی‌های رو در رو ۵: گل‌های زده خارج از خانه در بازی‌های رو در رو ۶: گل‌های زده در بازی‌های خارج از خانه ۷: بازی پلی‌آفصعود و سقوط کسب سهمیه حضور در مرحله گروهیلیگ قهرمانان اروپا ۲۲–۲۰۲۱ کسب سهمیه حضور در مرحله گروهیلیگ اروپا ۲۲–۲۰۲۱ کسب سهمیه حضور در مرحله پلی‌آفلیگ کنفرانس اروپا ۲۲–۲۰۲۱ شرکت در بازی پلی‌آف سقوط به بوندس‌لیگا .۲ ۲۲–۲۰۲۱ |
| ۱۳                   | آگسبورگ         | ۳۶     | ۳۴   | ۱۰ | ۶  | ۱۸ | ۳۶   | ۵۴   | −۱۸  | قوانین جدول رده‌بندی: ۱: امتیاز ۲: تفاضل گل ۳: گل‌های زده ۴: امتیاز در بازی‌های رو در رو ۵: گل‌های زده خارج از خانه در بازی‌های رو در رو ۶: گل‌های زده در بازی‌های خارج از خانه ۷: بازی پلی‌آفصعود و سقوط کسب سهمیه حضور در مرحله گروهیلیگ قهرمانان اروپا ۲۲–۲۰۲۱ کسب سهمیه حضور در مرحله گروهیلیگ اروپا ۲۲–۲۰۲۱ کسب سهمیه حضور در مرحله پلی‌آفلیگ کنفرانس اروپا ۲۲–۲۰۲۱ شرکت در بازی پلی‌آف سقوط به بوندس‌لیگا .۲ ۲۲–۲۰۲۱ |
| ۱۴                   | هرتا برلین      | ۳۵     | ۳۴   | ۸  | ۱۱ | ۱۵ | ۴۱   | ۵۲   | −۱۱  | قوانین جدول رده‌بندی: ۱: امتیاز ۲: تفاضل گل ۳: گل‌های زده ۴: امتیاز در بازی‌های رو در رو ۵: گل‌های زده خارج از خانه در بازی‌های رو در رو ۶: گل‌های زده در بازی‌های خارج از خانه ۷: بازی پلی‌آفصعود و سقوط کسب سهمیه حضور در مرحله گروهیلیگ قهرمانان اروپا ۲۲–۲۰۲۱ کسب سهمیه حضور در مرحله گروهیلیگ اروپا ۲۲–۲۰۲۱ کسب سهمیه حضور در مرحله پلی‌آفلیگ کنفرانس اروپا ۲۲–۲۰۲۱ شرکت در بازی پلی‌آف سقوط به بوندس‌لیگا .۲ ۲۲–۲۰۲۱ |
| ۱۵                   | آرمینیا بیله‌فلد | ۳۵     | ۳۴   | ۹  | ۸  | ۱۷ | ۲۶   | ۵۲   | −۲۶  | قوانین جدول رده‌بندی: ۱: امتیاز ۲: تفاضل گل ۳: گل‌های زده ۴: امتیاز در بازی‌های رو در رو ۵: گل‌های زده خارج از خانه در بازی‌های رو در رو ۶: گل‌های زده در بازی‌های خارج از خانه ۷: بازی پلی‌آفصعود و سقوط کسب سهمیه حضور در مرحله گروهیلیگ قهرمانان اروپا ۲۲–۲۰۲۱ کسب سهمیه حضور در مرحله گروهیلیگ اروپا ۲۲–۲۰۲۱ کسب سهمیه حضور در مرحله پلی‌آفلیگ کنفرانس اروپا ۲۲–۲۰۲۱ شرکت در بازی پلی‌آف سقوط به بوندس‌لیگا .۲ ۲۲–۲۰۲۱ |
| ۱۶                   | کلن             | ۳۳     | ۳۴   | ۸  | ۹  | ۱۷ | ۳۴   | ۶۰   | −۲۶  | قوانین جدول رده‌بندی: ۱: امتیاز ۲: تفاضل گل ۳: گل‌های زده ۴: امتیاز در بازی‌های رو در رو ۵: گل‌های زده خارج از خانه در بازی‌های رو در رو ۶: گل‌های زده در بازی‌های خارج از خانه ۷: بازی پلی‌آفصعود و سقوط کسب سهمیه حضور در مرحله گروهیلیگ قهرمانان اروپا ۲۲–۲۰۲۱ کسب سهمیه حضور در مرحله گروهیلیگ اروپا ۲۲–۲۰۲۱ کسب سهمیه حضور در مرحله پلی‌آفلیگ کنفرانس اروپا ۲۲–۲۰۲۱ شرکت در بازی پلی‌آف سقوط به بوندس‌لیگا .۲ ۲۲–۲۰۲۱ |
| ۱۷                   | وردر برمن       | ۳۱     | ۳۴   | ۷  | ۱۰ | ۱۷ | ۳۶   | ۵۷   | -۲۱  | قوانین جدول رده‌بندی: ۱: امتیاز ۲: تفاضل گل ۳: گل‌های زده ۴: امتیاز در بازی‌های رو در رو ۵: گل‌های زده خارج از خانه در بازی‌های رو در رو ۶: گل‌های زده در بازی‌های خارج از خانه ۷: بازی پلی‌آفصعود و سقوط کسب سهمیه حضور در مرحله گروهیلیگ قهرمانان اروپا ۲۲–۲۰۲۱ کسب سهمیه حضور در مرحله گروهیلیگ اروپا ۲۲–۲۰۲۱ کسب سهمیه حضور در مرحله پلی‌آفلیگ کنفرانس اروپا ۲۲–۲۰۲۱ شرکت در بازی پلی‌آف سقوط به بوندس‌لیگا .۲ ۲۲–۲۰۲۱ |
| ۱۸                   | شالکه           | ۱۶     | ۳۴   | ۳  | ۷  | ۲۴ | ۲۵   | ۸۶   | −۶۱  | قوانین جدول رده‌بندی: ۱: امتیاز ۲: تفاضل گل ۳: گل‌های زده ۴: امتیاز در بازی‌های رو در رو ۵: گل‌های زده خارج از خانه در بازی‌های رو در رو ۶: گل‌های زده در بازی‌های خارج از خانه ۷: بازی پلی‌آفصعود و سقوط کسب سهمیه حضور در مرحله گروهیلیگ قهرمانان اروپا ۲۲–۲۰۲۱ کسب سهمیه حضور در مرحله گروهیلیگ اروپا ۲۲–۲۰۲۱ کسب سهمیه حضور در مرحله پلی‌آفلیگ کنفرانس اروپا ۲۲–۲۰۲۱ شرکت در بازی پلی‌آف سقوط به بوندس‌لیگا .۲ ۲۲–۲۰۲۱ |
| منبع: DFB, Soccerway |                 |        |      |    |    |    |      |      |      | |

### امتیاز بر اساس هفته
| تیم          | ۱ | ۲ | ۳ | ۴  | ۵  | ۶  | ۷  | ۸  | ۹  | ۱۰ | ۱۱ | ۱۲ | ۱۳ | ۱۴ | ۱۵ | ۱۶ | ۱۷ | ۱۸ | ۱۹ | ۲۰  | ۲۱ | ۲۲ | ۲۳ | ۲۴ | ۲۵  | ۲۶ | ۲۷ | ۲۸ | ۲۹  | ۳۰  | ۳۱  | ۳۲  | ۳۳  | ۳۴ |
| تیم          |   |   |   |    |    |    |    |    |    |    |    |    |    |    |    |    |    |    |    |     |    |    |    |    |     |    |    |    |     |     |     |     |     |    |
| ------------ | - | - | - | -- | -- | -- | -- | -- | -- | -- | -- | -- | -- | -- | -- | -- | -- | -- | -- | --- | -- | -- | -- | -- | --- | -- | -- | -- | --- | --- | --- | --- | --- | -- |
| بیله‌فلد      | ۱ | ۴ | ۴ | ۴  | ۴  | ۴  | ۴  | ۴  | ۴  | ۷  | ۷  | ۷  | ۱۰ | ۱۰ | ۱۳ | ۱۴ | ۱۷ | ۱۷ | ۱۷ | ۱۷  | ۱۸ | ۱۸ | ۱۸ | ۱۹ | ۲۲  | ۲۲ | ۲۳ | ۲۶ | ۲۷  | ۳۰  | ۳۰  | ۳۱  | ۳۲  | ۳۵ |
| آگسبورگ      | ۳ | ۶ | ۷ | ۷  | ۷  | ۱۰ | ۱۰ | ۱۱ | ۱۲ | ۱۲ | ۱۳ | ۱۶ | ۱۶ | ۱۹ | ۱۹ | ۱۹ | ۱۹ | ۲۲ | ۲۲ | ۲۲  | ۲۲ | ۲۳ | ۲۶ | ۲۶ | ۲۹  | ۲۹ | ۳۲ | ۳۲ | ۳۳  | ۳۳  | ۳۳  | ۳۳  | ۳۶  | ۳۶ |
| لورکوزن      | ۱ | ۲ | ۳ | ۶  | ۹  | ۱۲ | ۱۵ | ۱۸ | ۱۹ | ۲۲ | ۲۵ | ۲۸ | ۲۸ | ۲۸ | ۲۹ | ۲۹ | ۳۲ | ۳۲ | ۳۲ | ۳۵  | ۳۶ | ۳۷ | ۳۷ | ۴۰ | ۴۰  | ۴۰ | ۴۳ | ۴۴ | ۴۷  | ۴۷  | ۵۰  | ۵۱  | ۵۲  | ۵۲ |
| بایرن        | ۳ | ۳ | ۶ | ۹  | ۱۲ | ۱۵ | ۱۸ | ۱۹ | ۲۲ | ۲۳ | ۲۴ | ۲۷ | ۳۰ | ۳۳ | ۳۳ | ۳۶ | ۳۹ | ۴۲ | ۴۵ | ۴۸  | ۴۹ | ۴۹ | ۵۲ | ۵۵ | ۵۸  | ۶۱ | ۶۴ | ۶۵ | ۶۸  | ۷۱  | ۷۱  | ۷۴  | ۷۵  | ۷۸ |
| دورتموند     | ۳ | ۳ | ۶ | ۹  | ۱۲ | ۱۵ | ۱۵ | ۱۸ | ۱۸ | ۱۹ | ۱۹ | ۲۲ | ۲۲ | ۲۵ | ۲۸ | ۲۹ | ۲۹ | ۲۹ | ۳۲ | ۳۲  | ۳۳ | ۳۶ | ۳۹ | ۳۹ | ۴۲  | ۴۳ | ۴۳ | ۴۶ | ۴۹  | ۵۲  | ۵۵  | ۵۸  | ۶۱  | ۶۴ |
| مونشن‌گلادباخ | ۰ | ۱ | ۴ | ۵  | ۸  | ۱۱ | ۱۱ | ۱۲ | ۱۵ | ۱۶ | ۱۷ | ۱۸ | ۱۸ | ۲۱ | ۲۴ | ۲۵ | ۲۸ | ۳۱ | ۳۲ | ۳۲  | ۳۳ | ۳۳ | ۳۳ | ۳۳ | ۳۳  | ۳۶ | ۳۹ | ۴۰ | ۴۳  | ۴۳  | ۴۶  | ۴۶  | ۴۶  | ۴۹ |
| کلن          | ۰ | ۰ | ۰ | ۱  | ۲  | ۲  | ۳  | ۳  | ۶  | ۷  | ۱۰ | ۱۰ | ۱۱ | ۱۱ | ۱۱ | ۱۲ | ۱۵ | ۱۵ | ۱۸ | ۲۱  | ۲۱ | ۲۱ | ۲۱ | ۲۲ | ۲۲  | ۲۳ | ۲۳ | ۲۳ | ۲۳  | ۲۶  | ۲۹  | ۲۹  | ۳۰  | ۳۳ |
| آینتراخت     | ۱ | ۴ | ۷ | ۸  | ۸  | ۹  | ۱۰ | ۱۱ | ۱۲ | ۱۳ | ۱۳ | ۱۴ | ۱۷ | ۲۰ | ۲۳ | ۲۶ | ۲۷ | ۳۰ | ۳۳ | ۳۶  | ۳۹ | ۴۲ | ۴۲ | ۴۳ | ۴۴  | ۴۷ | ۵۰ | ۵۳ | ۵۳  | ۵۶  | ۵۶  | ۵۷  | ۵۷  | ۶۰ |
| فرایبورگ     | ۳ | ۴ | ۴ | ۵  | ۶  | ۶  | ۶  | ۶  | ۷  | ۸  | ۱۱ | ۱۴ | ۱۷ | ۲۰ | ۲۳ | ۲۳ | ۲۴ | ۲۷ | ۲۷ | ۳۰  | ۳۱ | ۳۱ | ۳۴ | ۳۴ | ۳۴  | ۳۷ | ۳۷ | ۳۷ | ۴۰  | ۴۰  | ۴۱  | ۴۴  | ۴۵  | ۴۵ |
| هرتابرلین    | ۳ | ۳ | ۳ | ۳  | ۳  | ۴  | ۷  | ۷  | ۸  | ۱۱ | ۱۲ | ۱۳ | ۱۳ | ۱۶ | ۱۶ | ۱۷ | ۱۷ | ۱۷ | ۱۷ | ۱۷  | ۱۸ | ۱۸ | ۱۸ | ۲۱ | ۲۱  | ۲۴ | ۲۵ | ۲۶ | ۲۶* | ۲۶* | ۲۶* | ۳۱* | ۳۵* | ۳۵ |
| هوفنهایم     | ۳ | ۶ | ۶ | ۶  | ۷  | ۷  | ۷  | ۸  | ۹  | ۱۲ | ۱۲ | ۱۲ | ۱۵ | ۱۵ | ۱۵ | ۱۶ | ۱۹ | ۲۲ | ۲۲ | ۲۲  | ۲۳ | ۲۶ | ۲۷ | ۳۰ | ۳۰  | ۳۰ | ۳۰ | ۳۱ | ۳۲  | ۳۵  | ۳۶  | ۳۹  | ۴۰  | ۴۳ |
| ماینتس       | ۰ | ۰ | ۰ | ۰  | ۰  | ۰  | ۱  | ۴  | ۵  | ۵  | ۵  | ۶  | ۶  | ۶  | ۶  | ۷  | ۷  | ۱۰ | ۱۰ | ۱۳  | ۱۴ | ۱۷ | ۱۷ | ۱۸ | ۲۱  | ۲۴ | ۲۵ | ۲۸ | ۲۸* | ۳۱  | ۳۴  | ۳۶* | ۳۶  | ۳۹ |
| لایپزیگ      | ۳ | ۴ | ۷ | ۱۰ | ۱۳ | ۱۳ | ۱۶ | ۱۷ | ۲۰ | ۲۱ | ۲۴ | ۲۷ | ۲۸ | ۳۱ | ۳۱ | ۳۲ | ۳۵ | ۳۵ | ۳۸ | ۴۱  | ۴۴ | ۴۷ | ۵۰ | ۵۳ | ۵۴  | ۵۷ | ۵۷ | ۶۰ | ۶۱  | ۶۱  | ۶۴  | ۶۴  | ۶۵  | ۶۵ |
| شالکه        | ۰ | ۰ | ۰ | ۱  | ۱  | ۲  | ۳  | ۳  | ۳  | ۳  | ۴  | ۴  | ۴  | ۴  | ۷  | ۷  | ۷  | ۷  | ۸  | ۸   | ۹  | ۹  | ۹  | ۱۰ | ۱۰  | ۱۰ | ۱۰ | ۱۳ | ۱۳  | ۱۳  | ۱۳  | ۱۳  | ۱۶  | ۱۶ |
| اشتوتگارت    | ۰ | ۳ | ۴ | ۷  | ۸  | ۹  | ۱۰ | ۱۱ | ۱۱ | ۱۴ | ۱۷ | ۱۸ | ۱۸ | ۱۸ | ۲۱ | ۲۲ | ۲۲ | ۲۲ | ۲۵ | ۲۵  | ۲۶ | ۲۹ | ۳۲ | ۳۳ | ۳۶  | ۳۶ | ۳۹ | ۳۹ | ۳۹  | ۳۹  | ۳۹  | ۴۲  | ۴۵  | ۴۵ |
| یونیون       | ۰ | ۱ | ۴ | ۵  | ۶  | ۹  | ۱۲ | ۱۵ | ۱۶ | ۱۶ | ۱۷ | ۱۸ | ۲۱ | ۲۴ | ۲۵ | ۲۸ | ۲۸ | ۲۸ | ۲۹ | ۲۹  | ۳۰ | ۳۳ | ۳۴ | ۳۵ | ۳۸  | ۳۸ | ۳۹ | ۴۰ | ۴۳  | ۴۳  | ۴۶  | ۴۶  | ۴۷  | ۵۰ |
| وردربرمن     | ۰ | ۳ | ۶ | ۷  | ۸  | ۹  | ۱۰ | ۱۱ | ۱۱ | ۱۱ | ۱۱ | ۱۱ | ۱۴ | ۱۴ | ۱۵ | ۱۸ | ۱۸ | ۲۱ | ۲۲ | ۲۲* | ۲۳ | ۲۳ | ۲۶ | ۲۷ | ۳۰* | ۳۰ | ۳۰ | ۳۰ | ۳۰  | ۳۰  | ۳۰  | ۳۱  | ۳۱  | ۳۱ |
| ولفسبورگ     | ۱ | ۲ | ۳ | ۴  | ۷  | ۸  | ۱۱ | ۱۴ | ۱۷ | ۱۸ | ۲۱ | ۲۱ | ۲۴ | ۲۴ | ۲۵ | ۲۶ | ۲۹ | ۳۲ | ۳۵ | ۳۸  | ۳۹ | ۴۲ | ۴۵ | ۴۵ | ۴۸  | ۵۱ | ۵۴ | ۵۴ | ۵۴  | ۵۷  | ۵۷  | ۶۰  | ۶۱  | ۶۱ |

### جدول نتایج
| میزبان/مهمان | AUG | BLE | BMO | BOD | BOM | COL | EFR | FOR | FRI | HEB | HOF | MAG | PAD | RBL | SCH | UNB | WBR | WOL |
| ------------ | --- | --- | --- | --- | --- | --- | --- | --- | --- | --- | --- | --- | --- | --- | --- | --- | --- | --- |
| آگسبورگ      | --- | ۰–۳ | ۲–۲ | ۳–۵ | ۲–۳ | ۱–۱ | ۲–۱ | ۳–۰ | ۱–۱ | ۴–۰ | ۱–۳ | ۲–۱ | ۰–۰ | ۱–۲ | ۲–۳ | ۱–۱ | ۲–۱ | ۱–۲ |
| بایر لورکوزن | ۲–۰ | --- | ۲–۴ | ۴–۳ | ۱–۲ | ۳–۱ | ۴–۰ | ۳–۰ | ۱–۱ | ۰–۱ | ۰–۰ | ۱–۰ | ۳–۲ | ۱–۱ | ۲–۱ | ۲–۰ | ۲–۲ | ۱–۴ |
| بایرن مونیخ  | ۲–۰ | ۱–۲ | --- | ۴–۰ | ۲–۱ | ۴–۰ | ۵–۲ | ۵–۰ | ۳–۱ | ۲–۲ | ۱–۲ | ۶–۱ | ۳–۲ | ۰–۰ | ۵–۰ | ۲–۱ | ۶–۱ | ۲–۰ |
| دورتموند     | ۵–۱ | ۴–۰ | ۰–۱ | --- | ۱–۰ | ۵–۱ | ۴–۰ | ۵–۰ | ۱–۰ | ۱–۰ | ۰–۴ | ۰–۲ | ۳–۳ | ۳–۳ | ۴–۰ | ۵–۰ | ۲–۲ | ۳–۰ |
| مونشن‌گلادباخ | ۵–۱ | ۱–۳ | ۲–۱ | ۱–۲ | --- | ۲–۱ | ۴–۲ | ۲–۱ | ۴–۲ | ۲–۱ | ۱–۱ | ۳–۱ | ۲–۰ | ۱–۳ | ۰–۰ | ۴–۱ | ۳–۱ | ۳–۰ |
| کلن          | ۱–۱ | ۲–۰ | ۱–۴ | ۱–۳ | ۰–۱ | --- | ۱–۱ | ۲–۲ | ۴–۰ | ۰–۴ | ۱–۲ | ۲–۲ | ۳–۰ | ۲–۴ | ۳–۰ | ۱–۲ | ۱–۰ | ۳–۱ |
| آینتراخت     | ۵–۰ | ۳–۰ | ۵–۱ | ۲–۲ | ۱–۳ | ۲–۴ | --- | ۲–۱ | ۳–۳ | ۲–۲ | ۱–۰ | ۰–۲ | ۳–۲ | ۲–۰ | ۲–۱ | ۱–۲ | ۲–۲ | ۰–۲ |
| دوسلدورف     | ۱–۱ | ۱–۳ | ۰–۴ | ۰–۱ | ۱–۴ | ۲–۰ | ۱–۱ | --- | ۱–۲ | ۳–۳ | ۲–۲ | ۱–۰ | ۰–۰ | ۰–۳ | ۲–۱ | ۲–۱ | ۰–۱ | ۱–۱ |
| فرایبورگ     | ۱–۱ | ۰–۱ | ۱–۳ | ۲–۲ | ۱–۰ | ۱–۲ | ۱–۰ | ۰–۲ | --- | ۲–۱ | ۱–۰ | ۳–۰ | ۰–۲ | ۲–۱ | ۴–۰ | ۳–۱ | ۰–۱ | ۱–۰ |
| هرتابرلین    | ۲–۰ | ۲–۰ | ۰–۴ | ۱–۲ | ۰–۰ | ۰–۵ | ۱–۴ | ۳–۱ | ۱–۰ | --- | ۲–۳ | ۱–۳ | ۲–۱ | ۲–۴ | ۰–۰ | ۴–۰ | ۲–۲ | ۰–۳ |
| هوفنهایم     | ۲–۴ | ۲–۱ | ۰–۶ | ۲–۱ | ۰–۳ | ۳–۱ | ۱–۲ | ۱–۱ | ۰–۳ | ۰–۳ | --- | ۱–۵ | ۳–۰ | ۰–۲ | ۲–۰ | ۴–۰ | ۳–۲ | ۲–۳ |
| ماینتس       | ۰–۱ | ۰–۱ | ۱–۳ | ۰–۴ | ۱–۳ | ۳–۱ | ۲–۱ | ۱–۱ | ۱–۲ | ۲–۱ | ۰–۱ | --- | ۲–۰ | ۰–۵ | ۰–۰ | ۲–۳ | ۳–۱ | ۰–۱ |
| پادربورن     | ۰–۱ | ۱–۴ | ۲–۳ | ۱–۶ | ۱–۳ | ۱–۲ | ۲–۱ | ۲–۰ | ۱–۳ | ۱–۲ | ۱–۱ | ۱–۲ | --- | ۲–۳ | ۱–۵ | ۱–۱ | ۱–۵ | ۲–۴ |
| لایپزیگ      | ۳–۱ | ۱–۱ | ۱–۱ | ۰–۲ | ۲–۲ | ۴–۱ | ۲–۱ | ۲–۲ | ۱–۱ | ۲–۲ | ۳–۱ | ۸–۰ | ۱–۱ | --- | ۱–۳ | ۳–۱ | ۳–۰ | ۱–۱ |
| شالکه        | ۰–۳ | ۱–۱ | ۰–۳ | ۰–۰ | ۲–۰ | ۱–۱ | ۱–۰ | ۳–۳ | ۲–۲ | ۳–۰ | ۱–۱ | ۲–۱ | ۱–۱ | ۰–۵ | --- | ۲–۱ | ۰–۱ | ۱–۴ |
| یونیون       | ۲–۰ | ۲–۳ | ۰–۲ | ۳–۱ | ۲–۰ | ۲–۰ | ۱–۲ | ۳–۰ | ۲–۰ | ۱–۰ | ۰–۲ | ۱–۱ | ۱–۰ | ۰–۴ | ۱–۱ | --- | ۱–۲ | ۲–۲ |
| وردربرمن     | ۳–۲ | ۱–۴ | ۰–۱ | ۰–۲ | ۰–۰ | ۶–۱ | ۰–۳ | ۱–۳ | ۲–۲ | ۱–۱ | ۰–۳ | ۰–۵ | ۰–۱ | ۰–۳ | ۱–۲ | ۰–۲ | --- | ۰–۱ |
| وولفسبورگ    | ۰–۰ | ۰–۲ | ۰–۴ | ۰–۲ | ۲–۱ | ۲–۱ | ۱–۲ | ۱–۱ | ۲–۲ | ۱–۲ | ۱–۱ | ۴–۰ | ۱–۱ | ۰–۰ | ۱–۱ | ۱–۰ | ۲–۳ | --- |

### تقویم لیگ

#### نیم‌فصل اول
| بایرن مونیخ        | 8 - 0                                                 | شالکه ۰۴            | آلیانتس آرنا       | ۱۸ سپتامبر | ۲۰:۳۰ |
| آینتراخت فرانکفورت | 1 - 1 بایگانی‌شده در ۲۰۲۰-۱۰-۲۲ توسط Wayback Machine   | آرمینیا بیله‌فلد     | کومرتسبانک آرنا    | ۱۹ سپتامبر | ۱۵:۳۰ |
| یونیون برلین       | 1 - 3                                                 | آگسبورگ             | آلتن فورستری       | ۱۹ سپتامبر | ۱۵:۳۰ |
| کلن                | 2 - 3                                                 | هوفنهایم            | ورزشگاه راین‌انرژی  | ۱۹ سپتامبر | ۱۵:۳۰ |
| وردر برمن          | 1 - 4                                                 | هرتا برلین          | وزراشتادیون        | ۱۹ سپتامبر | ۱۵:۳۰ |
| اشتوتگارت          | 2 - 3 بایگانی‌شده در ۱۳ ژوئن ۲۰۲۱ توسط Wayback Machine | فرایبورگ            | مرسدس-بنز آرنا     | ۱۹ سپتامبر | ۱۵:۳۰ |
| بروسیا دورتموند    | 3 - 0 بایگانی‌شده در ۲۰۲۰-۱۰-۲۲ توسط Wayback Machine   | بروسیا مونشن‌گلادباخ | سیگنال ایدونا پارک | ۱۹ سپتامبر | ۱۸:۳۰ |
| لایپزیگ            | 3 - 1                                                 | ماینتس              | رد بول آرنا        | ۲۰ سپتامبر | ۱۵:۳۰ |
| ولفسبورگ           | 0 - 0                                                 | بایر لورکوزن        | فولکس‌واگن آرنا     | ۲۰ سپتامبر | ۱۸:۰۰ |

| هرتا برلین          | 1 - 3                                               | آینتراخت فرانکفورت | المپیک برلین  | ۲۵ سپتامبر | ۲۰:۳۰ |
| بروسیا مونشن‌گلادباخ | 1 - 1 بایگانی‌شده در ۲۰۲۰-۱۰-۲۳ توسط Wayback Machine | یونیون برلین       | بروسیا پارک   | ۲۶ سپتامبر | ۱۵:۳۰ |
| بایر لورکوزن        | 1 - 1                                               | لایپزیگ            | بای‌آرنا       | ۲۶ سپتامبر | ۱۵:۳۰ |
| ماینتس              | 1 - 4                                               | اشتوتگارت          | اپل آرنا      | ۲۶ سپتامبر | ۱۵:۳۰ |
| آگسبورگ             | 2 - 0                                               | بروسیا دورتموند    | WWK آرنا      | ۲۶ سپتامبر | ۱۵:۳۰ |
| آرمینیا بیله‌فلد     | 1 - 0 بایگانی‌شده در ۲۰۲۰-۱۰-۲۳ توسط Wayback Machine | کلن                | بیلفلدر       | ۲۶ سپتامبر | ۱۵:۳۰ |
| شالکه ۰۴            | 1 - 3                                               | وردر برمن          | فلتینس-آرنا   | ۲۶ سپتامبر | ۱۸:۳۰ |
| هوفنهایم            | 4 - 1                                               | بایرن مونیخ        | راین نکر آرنا | ۲۷ سپتامبر | ۱۵:۳۰ |
| فرایبورگ            | 1 - 1 بایگانی‌شده در ۲۰۲۰-۱۰-۲۳ توسط Wayback Machine | ولفسبورگ           | شوارتزوالد    | ۲۷ سپتامبر | ۱۸:۰۰ |

| یونیون برلین       | 4 - 0                                                   | ماینتس              | آلتن فورستری       | ۲ اکتبر | ۲۰:۳۰ |
| بروسیا دورتموند    | 4 - 0 بایگانی‌شده در ۸ نوامبر ۲۰۲۰ توسط Wayback Machine  | فرایبورگ            | سیگنال ایدونا پارک | ۳ اکتبر | ۱۵:۳۰ |
| آینتراخت فرانکفورت | 2 - 1                                                   | هوفنهایم            | کومرتسبانک آرنا    | ۳ اکتبر | ۱۵:۳۰ |
| کلن                | 1 - 3 بایگانی‌شده در ۱۳ نوامبر ۲۰۲۰ توسط Wayback Machine | بروسیا مونشن‌گلادباخ | ورزشگاه راین‌انرژی  | ۳ اکتبر | ۱۵:۳۰ |
| وردر برمن          | 1 - 0 بایگانی‌شده در ۲۰۲۰-۱۰-۰۹ توسط Wayback Machine     | آرمینیا بیله‌فلد     | وزراشتادیون        | ۳ اکتبر | ۱۵:۳۰ |
| اشتوتگارت          | 1 - 1                                                   | بایر لورکوزن        | مرسدس-بنز آرنا     | ۳ اکتبر | ۱۵:۳۰ |
| لایپزیگ            | 4 - 0                                                   | شالکه ۰۴            | رد بول آرنا        | ۳ اکتبر | ۱۸:۳۰ |
| ولفسبورگ           | 0 - 0                                                   | آگسبورگ             | فولکس‌واگن آرنا     | ۴ اکتبر | ۱۵:۳۰ |
| بایرن مونیخ        | 4 - 3                                                   | هرتا برلین          | آلیانتس آرنا       | ۴ اکتبر | ۱۸:۰۰ |

| هوفنهایم            | 0 - 1                                               | بروسیا دورتموند    | راین نکر آرنا     | ۱۷ اکتبر | ۱۵:۳۰ |
| فرایبورگ            | 1 - 1 بایگانی‌شده در ۲۰۲۰-۱۰-۲۳ توسط Wayback Machine | وردر برمن          | شوارتزوالد        | ۱۷ اکتبر | ۱۵:۳۰ |
| هرتا برلین          | 0 - 2                                               | اشتوتگارت          | المپیک برلین      | ۱۷ اکتبر | ۱۵:۳۰ |
| ماینتس              | 0 - 1                                               | بایر لورکوزن       | اپل آرنا          | ۱۷ اکتبر | ۱۵:۳۰ |
| آگسبورگ             | 0 - 2                                               | لایپزیگ            | WWK آرنا          | ۱۷ اکتبر | ۱۵:۳۰ |
| آرمینیا بیله‌فلد     | 1 - 4 بایگانی‌شده در ۲۳ مه ۲۰۲۱ توسط Wayback Machine | بایرن مونیخ        | بیلفلدر           | ۱۷ اکتبر | ۱۸:۳۰ |
| بروسیا مونشن‌گلادباخ | 1 - 1 بایگانی‌شده در ۲۰۲۰-۱۰-۲۰ توسط Wayback Machine | ولفسبورگ           | بروسیا پارک       | ۱۷ اکتبر | ۲۰:۳۰ |
| کلن                 | 1 - 1                                               | آینتراخت فرانکفورت | ورزشگاه راین‌انرژی | ۱۸ اکتبر | ۱۵:۳۰ |
| شالکه ۰۴            | 1 - 1                                               | یونیون برلین       | فلتینس-آرنا       | ۱۸ اکتبر | ۱۸:۰۰ |

| اشتوتگارت       | 1 - 1                                                   | کلن                 | مرسدس-بنز آرنا     | ۲۳ اکتبر | ۲۰:۳۰ |
| بایرن مونیخ     | 5 - 0                                                   | آینتراخت فرانکفورت  | آلیانتس آرنا       | ۲۴ اکتبر | ۱۵:۳۰ |
| لایپزیگ         | 2 - 1                                                   | هرتا برلین          | رد بول آرنا        | ۲۴ اکتبر | ۱۵:۳۰ |
| یونیون برلین    | 1 - 1 بایگانی‌شده در ۸ نوامبر ۲۰۲۰ توسط Wayback Machine  | فرایبورگ            | آلتن فورستری       | ۲۴ اکتبر | ۱۵:۳۰ |
| ماینتس          | 2 - 3 بایگانی‌شده در ۷ نوامبر ۲۰۲۰ توسط Wayback Machine  | بروسیا مونشن‌گلادباخ | اپل آرنا           | ۲۴ اکتبر | ۱۵:۳۰ |
| بروسیا دورتموند | 3 - 0                                                   | شالکه ۰۴            | سیگنال ایدونا پارک | ۲۴ اکتبر | ۱۸:۳۰ |
| ولفسبورگ        | 2 - 1 بایگانی‌شده در ۱۰ نوامبر ۲۰۲۰ توسط Wayback Machine | آرمینیا بیله‌فلد     | فولکس‌واگن آرنا     | ۲۵ اکتبر | ۱۵:۳۰ |
| وردر برمن       | 1 - 1                                                   | هوفنهایم            | وزراشتادیون        | ۲۵ اکتبر | ۱۸:۰۰ |
| بایر لورکوزن    | 3 - 1                                                   | آگسبورگ             | بای‌آرنا            | ۲۶ اکتبر | ۲۰:۳۰ |

| شالکه ۰۴            | 1 - 1                                                  | اشتوتگارت       | فلتینس-آرنا       | ۳۰ اکتبر | ۲۰:۳۰ |
| آینتراخت فرانکفورت  | 1 - 1                                                  | وردر برمن       | کومرتسبانک آرنا   | ۳۱ اکتبر | ۱۵:۳۰ |
| کلن                 | 1 - 2                                                  | بایرن مونیخ     | ورزشگاه راین‌انرژی | ۳۱ اکتبر | ۱۵:۳۰ |
| آگسبورگ             | 3 - 1                                                  | ماینتس          | WWK آرنا          | ۳۱ اکتبر | ۱۵:۳۰ |
| آرمینیا بیله‌فلد     | 0 - 2 بایگانی‌شده در ۹ فوریه ۲۰۲۱ توسط Wayback Machine  | بروسیا دورتموند | بیلفلدر           | ۳۱ اکتبر | ۱۵:۳۰ |
| بروسیا مونشن‌گلادباخ | 1 - 0 بایگانی‌شده در ۷ نوامبر ۲۰۲۰ توسط Wayback Machine | لایپزیگ         | بروسیا پارک       | ۳۱ اکتبر | ۱۸:۳۰ |
| فرایبورگ            | 2 - 4                                                  | بایر لورکوزن    | شوارتزوالد        | ۱ نوامبر | ۱۵:۳۰ |
| هرتا برلین          | 1 - 1                                                  | ولفسبورگ        | المپیک برلین      | ۱ نوامبر | ۱۸:۰۰ |
| هوفنهایم            | 1 - 3                                                  | یونیون برلین    | راین نکر آرنا     | ۲ نوامبر | ۲۰:۳۰ |

| وردر برمن       | 1 - 1                                                   | کلن                 | وزراشتادیون        | ۶ نوامبر | ۲۰:۳۰ |
| لایپزیگ         | 3 - 0 بایگانی‌شده در ۱۶ نوامبر ۲۰۲۰ توسط Wayback Machine | فرایبورگ            | رد بول آرنا        | ۷ نوامبر | ۱۵:۳۰ |
| یونیون برلین    | 5 - 0 بایگانی‌شده در ۱۷ نوامبر ۲۰۲۰ توسط Wayback Machine | آرمینیا بیله‌فلد     | آلتن فورستری       | ۷ نوامبر | ۱۵:۳۰ |
| ماینتس          | 2 - 2                                                   | شالکه ۰۴            | اپل آرنا           | ۷ نوامبر | ۱۵:۳۰ |
| آگسبورگ         | 0 - 3                                                   | هرتا برلین          | WWK آرنا           | ۷ نوامبر | ۱۵:۳۰ |
| اشتوتگارت       | 2 - 2                                                   | آینتراخت فرانکفورت  | مرسدس-بنز آرنا     | ۷ نوامبر | ۱۵:۳۰ |
| بروسیا دورتموند | 2 - 3                                                   | بایرن مونیخ         | سیگنال ایدونا پارک | ۷ نوامبر | ۱۸:۳۰ |
| ولفسبورگ        | 2 - 1                                                   | هوفنهایم            | فولکس‌واگن آرنا     | ۸ نوامبر | ۱۵:۳۰ |
| بایر لورکوزن    | 4 - 3 بایگانی‌شده در ۹ نوامبر ۲۰۲۰ توسط Wayback Machine  | بروسیا مونشن‌گلادباخ | بای‌آرنا            | ۸ نوامبر | ۱۸:۰۰ |

| بایرن مونیخ         | 1 - 1 | وردر برمن       | آلیانتس آرنا      | ۲۱ نوامبر | ۱۵:۳۰ |
| بروسیا مونشن‌گلادباخ | 1 - 1 | آگسبورگ         | بروسیا پارک       | ۲۱ نوامبر | ۱۵:۳۰ |
| هوفنهایم            | 3 - 3 | اشتوتگارت       | راین نکر آرنا     | ۲۱ نوامبر | ۱۵:۳۰ |
| شالکه ۰۴            | 0 - 2 | ولفسبورگ        | فلتینس-آرنا       | ۲۱ نوامبر | ۱۵:۳۰ |
| آرمینیا بیله‌فلد     | 1 - 2 | بایر لورکوزن    | بیلفلدر           | ۲۱ نوامبر | ۱۵:۳۰ |
| آینتراخت فرانکفورت  | 1 - 1 | لایپزیگ         | کومرتسبانک آرنا   | ۲۱ نوامبر | ۱۸:۳۰ |
| هرتا برلین          | 2 - 5 | بروسیا دورتموند | المپیک برلین      | ۲۱ نوامبر | ۲۰:۳۰ |
| فرایبورگ            | 1 - 3 | ماینتس          | شوارتزوالد        | ۲۲ نوامبر | ۱۵:۳۰ |
| کلن                 | 1 - 2 | یونیون برلین    | ورزشگاه راین‌انرژی | ۲۲ نوامبر | ۱۸:۰۰ |

| ولفسبورگ            | 5 - 3 | وردر برمن          | فولکس‌واگن آرنا     | ۲۷ نوامبر | ۲۰:۳۰ |
| بروسیا دورتموند     | 1 - 2 | کلن                | سیگنال ایدونا پارک | ۲۸ نوامبر | ۱۵:۳۰ |
| لایپزیگ             | 2 - 1 | آرمینیا بیله‌فلد    | رد بول آرنا        | ۲۸ نوامبر | ۱۵:۳۰ |
| یونیون برلین        | 3 - 3 | آینتراخت فرانکفورت | آلتن فورستری       | ۲۸ نوامبر | ۱۵:۳۰ |
| آگسبورگ             | 1 - 1 | فرایبورگ           | WWK آرنا           | ۲۸ نوامبر | ۱۵:۳۰ |
| اشتوتگارت           | 1 - 3 | بایرن مونیخ        | مرسدس-بنز آرنا     | ۲۸ نوامبر | ۱۵:۳۰ |
| بروسیا مونشن‌گلادباخ | 4 - 1 | شالکه ۰۴           | بروسیا پارک        | ۲۸ نوامبر | ۱۸:۳۰ |
| بایر لورکوزن        | 0 - 0 | هرتا برلین         | بای‌آرنا            | ۲۹ نوامبر | ۱۵:۳۰ |
| ماینتس              | 1 - 1 | هوفنهایم           | اپل آرنا           | ۲۹ نوامبر | ۱۸:۰۰ |

| هرتا برلین         | 3 - 1 | یونیون برلین        | المپیک برلین      | ۴ دسامبر | ۲۰:۳۰ |
| فرایبورگ           | 2 - 2 | بروسیا مونشن‌گلادباخ | شوارتزوالد        | ۵ دسامبر | ۱۵:۳۰ |
| آینتراخت فرانکفورت | 1 - 1 | بروسیا دورتموند     | کومرتسبانک آرنا   | ۵ دسامبر | ۱۵:۳۰ |
| کلن                | 2 - 2 | ولفسبورگ            | ورزشگاه راین‌انرژی | ۵ دسامبر | ۱۵:۳۰ |
| آرمینیا بیله‌فلد    | 2 - 1 | ماینتس              | بیلفلدر           | ۵ دسامبر | ۱۵:۳۰ |
| بایرن مونیخ        | 3 - 3 | لایپزیگ             | آلیانتس آرنا      | ۵ دسامبر | ۱۸:۳۰ |
| وردر برمن          | 1 - 2 | اشتوتگارت           | وزراشتادیون       | ۶ دسامبر | ۱۵:۳۰ |
| شالکه ۰۴           | 0 - 3 | بایر لورکوزن        | فلتینس-آرنا       | ۶ دسامبر | ۱۸:۰۰ |
| هوفنهایم           | 3 - 1 | آگسبورگ             | راین نکر آرنا     | ۷ دسامبر | ۲۰:۳۰ |

| ولفسبورگ            | 2 - 1 | آینتراخت فرانکفورت | فولکس‌واگن آرنا     | ۱۱ دسامبر | ۲۰:۳۰ |
| بروسیا دورتموند     | 1 - 5 | اشتوتگارت          | سیگنال ایدونا پارک | ۱۲ دسامبر | ۱۵:۳۰ |
| لایپزیگ             | 2 - 0 | وردر برمن          | رد بول آرنا        | ۱۲ دسامبر | ۱۵:۳۰ |
| بروسیا مونشن‌گلادباخ | 1 - 1 | هرتا برلین         | بروسیا پارک        | ۱۲ دسامبر | ۱۵:۳۰ |
| فرایبورگ            | 2 - 0 | آرمینیا بیله‌فلد    | شوارتزوالد         | ۱۲ دسامبر | ۱۵:۳۰ |
| ماینتس              | 0 - 1 | کلن                | اپل آرنا           | ۱۲ دسامبر | ۱۵:۳۰ |
| یونیون برلین        | 1 - 1 | بایرن مونیخ        | آلتن فورستری       | ۱۲ دسامبر | ۱۸:۳۰ |
| آگسبورگ             | 2 - 2 | شالکه ۰۴           | WWK آرنا           | ۱۳ دسامبر | ۱۵:۳۰ |
| بایر لورکوزن        | 4 - 1 | هوفنهایم           | بای‌آرنا            | ۱۳ دسامبر | ۱۸:۰۰ |

| آینتراخت فرانکفورت | 3 - 3 | بروسیا مونشن‌گلادباخ | کومرتسبانک آرنا   | ۱۵ دسامبر | ۱۸:۳۰ |
| هرتا برلین         | 0 - 0 | ماینتس              | المپیک برلین      | ۱۵ دسامبر | ۲۰:۳۰ |
| وردر برمن          | 1 - 2 | بروسیا دورتموند     | وزراشتادیون       | ۱۵ دسامبر | ۲۰:۳۰ |
| اشتوتگارت          | 2 - 2 | یونیون برلین        | مرسدس-بنز آرنا    | ۱۵ دسامبر | ۲۰:۳۰ |
| شالکه ۰۴           | 0 - 2 | فرایبورگ            | فلتینس-آرنا       | ۱۶ دسامبر | ۱۸:۳۰ |
| بایرن مونیخ        | 2 - 1 | ولفسبورگ            | آلیانتس آرنا      | ۱۶ دسامبر | ۲۰:۳۰ |
| هوفنهایم           | 0 - 1 | لایپزیگ             | راین نکر آرنا     | ۱۶ دسامبر | ۲۰:۳۰ |
| کلن                | 0 - 4 | بایر لورکوزن        | ورزشگاه راین‌انرژی | ۱۶ دسامبر | ۲۰:۳۰ |
| آرمینیا بیله‌فلد    | 0 - 1 | آگسبورگ             | بیلفلدر           | ۱۶ دسامبر | ۲۰:۳۰ |

| یونیون برلین        | 2 - 1 | بروسیا دورتموند    | آلتن فورستری   | ۱۸ دسامبر | ۲۰:۳۰ |
| لایپزیگ             | 0 - 0 | کلن                | رد بول آرنا    | ۱۹ دسامبر | ۱۵:۳۰ |
| بروسیا مونشن‌گلادباخ | 1 - 2 | هوفنهایم           | بروسیا پارک    | ۱۹ دسامبر | ۱۵:۳۰ |
| شالکه ۰۴            | 0 - 1 | آرمینیا بیله‌فلد    | فلتینس-آرنا    | ۱۹ دسامبر | ۱۵:۳۰ |
| ماینتس              | 0 - 1 | وردر برمن          | اپل آرنا       | ۱۹ دسامبر | ۱۵:۳۰ |
| آگسبورگ             | 0 - 2 | آینتراخت فرانکفورت | WWK آرنا       | ۱۹ دسامبر | ۱۵:۳۰ |
| بایر لورکوزن        | 1 - 2 | بایرن مونیخ        | بای‌آرنا        | ۱۹ دسامبر | ۱۸:۳۰ |
| فرایبورگ            | 4 - 1 | هرتا برلین         | شوارتزوالد     | ۲۰ دسامبر | ۱۵:۳۰ |
| ولفسبورگ            | 1 - 0 | اشتوتگارت          | فولکس‌واگن آرنا | ۲۰ دسامبر | ۱۸:۰۰ |

| هوفنهایم           | 1 - 3 | فرایبورگ            | راین نکر آرنا      | ۲ ژانویه | ۱۵:۳۰ |
| آینتراخت فرانکفورت | 2 - 1 | بایر لورکوزن        | کومرتسبانک آرنا    | ۲ ژانویه | ۱۵:۳۰ |
| کلن                | 0 - 1 | آگسبورگ             | ورزشگاه راین‌انرژی  | ۲ ژانویه | ۱۵:۳۰ |
| وردر برمن          | 0 - 2 | یونیون برلین        | وزراشتادیون        | ۲ ژانویه | ۱۵:۳۰ |
| آرمینیا بیله‌فلد    | 0 - 1 | بروسیا مونشن‌گلادباخ | بیلفلدر            | ۲ ژانویه | ۱۵:۳۰ |
| هرتا برلین         | 3 - 0 | شالکه ۰۴            | المپیک برلین       | ۲ ژانویه | ۱۸:۳۰ |
| اشتوتگارت          | 0 - 1 | لایپزیگ             | مرسدس-بنز آرنا     | ۲ ژانویه | ۲۰:۳۰ |
| بروسیا دورتموند    | 2 - 0 | ولفسبورگ            | سیگنال ایدونا پارک | ۳ ژانویه | ۱۵:۳۰ |
| بایرن مونیخ        | 5 - 2 | ماینتس              | آلیانتس آرنا       | ۳ ژانویه | ۱۸:۰۰ |

| بروسیا مونشن‌گلادباخ | 3 - 2 | بایرن مونیخ        | بروسیا پارک  | ۸ ژانویه  | ۲۰:۳۰ |
| بایر لورکوزن        | 1 - 1 | وردر برمن          | بای‌آرنا      | ۹ ژانویه  | ۱۵:۳۰ |
| فرایبورگ            | 5 - 0 | کلن                | شوارتزوالد   | ۹ ژانویه  | ۱۵:۳۰ |
| یونیون برلین        | 2 - 2 | ولفسبورگ           | آلتن فورستری | ۹ ژانویه  | ۱۵:۳۰ |
| شالکه ۰۴            | 4 - 0 | هوفنهایم           | فلتینس-آرنا  | ۹ ژانویه  | ۱۵:۳۰ |
| ماینتس              | 0 - 2 | آینتراخت فرانکفورت | اپل آرنا     | ۹ ژانویه  | ۱۵:۳۰ |
| لایپزیگ             | 1 - 3 | بروسیا دورتموند    | رد بول آرنا  | ۹ ژانویه  | ۱۸:۳۰ |
| آگسبورگ             | 1 - 4 | اشتوتگارت          | WWK آرنا     | ۱۰ ژانویه | ۱۵:۳۰ |
| آرمینیا بیله‌فلد     | 1 - 0 | هرتا برلین         | بیلفلدر      | ۱۰ ژانویه | ۱۸:۰۰ |

| یونیون برلین       | 1 - 0 | بایر لورکوزن        | آلتن فورستری       | ۱۵ ژانویه | ۲۰:۳۰ |
| بروسیا دورتموند    | 1 - 1 | ماینتس              | سیگنال ایدونا پارک | ۱۶ ژانویه | ۱۵:۳۰ |
| هوفنهایم           | 0 - 0 | آرمینیا بیله‌فلد     | راین نکر آرنا      | ۱۶ ژانویه | ۱۵:۳۰ |
| ولفسبورگ           | 2 - 2 | لایپزیگ             | فولکس‌واگن آرنا     | ۱۶ ژانویه | ۱۵:۳۰ |
| کلن                | 0 - 0 | هرتا برلین          | ورزشگاه راین‌انرژی  | ۱۶ ژانویه | ۱۵:۳۰ |
| وردر برمن          | 2 - 0 | آگسبورگ             | وزراشتادیون        | ۱۶ ژانویه | ۱۵:۳۰ |
| اشتوتگارت          | 2 - 2 | بروسیا مونشن‌گلادباخ | مرسدس-بنز آرنا     | ۱۶ ژانویه | ۱۸:۳۰ |
| بایرن مونیخ        | 2 - 1 | فرایبورگ            | آلیانتس آرنا       | ۱۷ ژانویه | ۱۵:۳۰ |
| آینتراخت فرانکفورت | 3 - 1 | شالکه ۰۴            | کومرتسبانک آرنا    | ۱۷ ژانویه | ۱۸:۰۰ |

| بروسیا مونشن‌گلادباخ | 1 - 0 | وردر برمن          | بروسیا پارک  | ۱۹ ژانویه | ۱۸:۳۰ |
| بایر لورکوزن        | 2 - 1 | بروسیا دورتموند    | بای‌آرنا      | ۱۹ ژانویه | ۲۰:۳۰ |
| هرتا برلین          | 0 - 3 | هوفنهایم           | المپیک برلین | ۱۹ ژانویه | ۲۰:۳۰ |
| ماینتس              | 0 - 2 | ولفسبورگ           | اپل آرنا     | ۱۹ ژانویه | ۲۰:۳۰ |
| شالکه ۰۴            | 1 - 2 | کلن                | فلتینس-آرنا  | ۲۰ ژانویه | ۱۸:۳۰ |
| لایپزیگ             | 1 - 0 | یونیون برلین       | رد بول آرنا  | ۲۰ ژانویه | ۲۰:۳۰ |
| فرایبورگ            | 2 - 2 | آینتراخت فرانکفورت | شوارتزوالد   | ۲۰ ژانویه | ۲۰:۳۰ |
| آگسبورگ             | 0 - 1 | بایرن مونیخ        | WWK آرنا     | ۲۰ ژانویه | ۲۰:۳۰ |
| آرمینیا بیله‌فلد     | 3 - 0 | اشتوتگارت          | بیلفلدر      | ۲۰ ژانویه | ۲۰:۳۰ |

#### نیم‌فصل دوم
| بروسیا مونشن‌گلادباخ | 4 - 2 | بروسیا دورتموند    | بروسیا پارک   | ۲۲ ژانویه | ۲۰:۳۰ |
| بایر لورکوزن        | 0 - 1 | ولفسبورگ           | بای‌آرنا       | ۲۳ ژانویه | ۱۵:۳۰ |
| فرایبورگ            | 2 - 1 | اشتوتگارت          | شوارتزوالد    | ۲۳ ژانویه | ۱۵:۳۰ |
| ماینتس              | 3 - 2 | لایپزیگ            | اپل آرنا      | ۲۳ ژانویه | ۱۵:۳۰ |
| آگسبورگ             | 2 - 1 | یونیون برلین       | WWK آرنا      | ۲۳ ژانویه | ۱۵:۳۰ |
| آرمینیا بیله‌فلد     | 1 - 5 | آینتراخت فرانکفورت | بیلفلدر       | ۲۳ ژانویه | ۱۵:۳۰ |
| هرتا برلین          | 1 - 4 | وردر برمن          | المپیک برلین  | ۲۳ ژانویه | ۱۸:۳۰ |
| شالکه ۰۴            | 0 - 4 | بایرن مونیخ        | فلتینس-آرنا   | ۲۴ ژانویه | ۱۵:۳۰ |
| هوفنهایم            | 3 - 0 | کلن                | راین نکر آرنا | ۲۴ ژانویه | ۱۸:۰۰ |

| اشتوتگارت          | 2 - 0 | ماینتس              | مرسدس-بنز آرنا     | ۲۹ ژانویه | ۲۰:۳۰ |
| بایرن مونیخ        | 4 - 1 | هوفنهایم            | آلیانتس آرنا       | ۳۰ ژانویه | ۱۵:۳۰ |
| بروسیا دورتموند    | 3 - 1 | آگسبورگ             | سیگنال ایدونا پارک | ۳۰ ژانویه | ۱۵:۳۰ |
| آینتراخت فرانکفورت | 3 - 1 | هرتا برلین          | کومرتسبانک آرنا    | ۳۰ ژانویه | ۱۵:۳۰ |
| یونیون برلین       | 1 - 1 | بروسیا مونشن‌گلادباخ | آلتن فورستری       | ۳۰ ژانویه | ۱۵:۳۰ |
| وردر برمن          | 1 - 1 | شالکه ۰۴            | وزراشتادیون        | ۳۰ ژانویه | ۱۵:۳۰ |
| لایپزیگ            | 1 - 0 | بایر لورکوزن        | رد بول آرنا        | ۳۰ ژانویه | ۱۸:۳۰ |
| کلن                | 3 - 1 | آرمینیا بیله‌فلد     | ورزشگاه راین‌انرژی  | ۳۱ ژانویه | ۱۵:۳۰ |
| ولفسبورگ           | 3 - 0 | فرایبورگ            | فولکس‌واگن آرنا     | ۳۱ ژانویه | ۱۸:۰۰ |

| هرتا برلین          | 0 - 1 | بایرن مونیخ        | المپیک برلین  | ۵ فوریه | ۲۰:۰۰ |
| بایر لورکوزن        | 5 - 2 | اشتوتگارت          | بای‌آرنا       | ۶ فوریه | ۱۵:۳۰ |
| فرایبورگ            | 2 - 1 | بروسیا دورتموند    | شوارتزوالد    | ۶ فوریه | ۱۵:۳۰ |
| شالکه ۰۴            | 0 - 3 | لایپزیگ            | فلتینس-آرنا   | ۶ فوریه | ۱۵:۳۰ |
| ماینتس              | 1 - 0 | یونیون برلین       | اپل آرنا      | ۶ فوریه | ۱۵:۳۰ |
| آگسبورگ             | 0 - 2 | ولفسبورگ           | WWK آرنا      | ۶ فوریه | ۱۵:۳۰ |
| بروسیا مونشن‌گلادباخ | 1 - 2 | کلن                | بروسیا پارک   | ۶ فوریه | ۱۸:۳۰ |
| هوفنهایم            | 1 - 3 | آینتراخت فرانکفورت | راین نکر آرنا | ۷ فوریه | ۱۵:۳۰ |
| آرمینیا بیله‌فلد     | 0 - 2 | وردر برمن          | بیلفلدر       | ۱۰ مارس | ۱۸:۳۰ |

| لایپزیگ            | 2 - 1 | آگسبورگ             | رد بول آرنا        | ۱۲ فوریه | ۲۰:۳۰ |
| بروسیا دورتموند    | 2 - 2 | هوفنهایم            | سیگنال ایدونا پارک | ۱۳ فوریه | ۱۵:۳۰ |
| بایر لورکوزن       | 2 - 2 | ماینتس              | بای‌آرنا            | ۱۳ فوریه | ۱۵:۳۰ |
| وردر برمن          | 0 - 0 | فرایبورگ            | وزراشتادیون        | ۱۳ فوریه | ۱۵:۳۰ |
| اشتوتگارت          | 1 - 1 | هرتا برلین          | مرسدس-بنز آرنا     | ۱۳ فوریه | ۱۵:۳۰ |
| یونیون برلین       | 0 - 0 | شالکه ۰۴            | آلتن فورستری       | ۱۳ فوریه | ۱۸:۳۰ |
| آینتراخت فرانکفورت | 2 - 0 | کلن                 | کومرتسبانک آرنا    | ۱۴ فوریه | ۱۵:۳۰ |
| ولفسبورگ           | 0 - 0 | بروسیا مونشن‌گلادباخ | فولکس‌واگن آرنا     | ۱۴ فوریه | ۱۸:۰۰ |
| بایرن مونیخ        | 3 - 3 | آرمینیا بیله‌فلد     | آلیانتس آرنا       | ۱۵ فوریه | ۲۰:۳۰ |

| آرمینیا بیله‌فلد     | 0 - 3 | ولفسبورگ        | بیلفلدر           | ۱۹ فوریه | ۲۰:۳۰ |
| بروسیا مونشن‌گلادباخ | 1 - 2 | ماینتس          | بروسیا پارک       | ۲۰ فوریه | ۱۵:۳۰ |
| فرایبورگ            | 0 - 1 | یونیون برلین    | شوارتزوالد        | ۲۰ فوریه | ۱۵:۳۰ |
| آینتراخت فرانکفورت  | 2 - 1 | بایرن مونیخ     | کومرتسبانک آرنا   | ۲۰ فوریه | ۱۵:۳۰ |
| کلن                 | 0 - 1 | اشتوتگارت       | ورزشگاه راین‌انرژی | ۲۰ فوریه | ۱۵:۳۰ |
| شالکه ۰۴            | 0 - 4 | بروسیا دورتموند | فلتینس-آرنا       | ۲۰ فوریه | ۱۸:۳۰ |
| آگسبورگ             | 1 - 1 | بایر لورکوزن    | WWK آرنا          | ۲۱ فوریه | ۱۳:۳۰ |
| هرتا برلین          | 0 - 3 | لایپزیگ         | المپیک برلین      | ۲۱ فوریه | ۱۵:۳۰ |
| هوفنهایم            | 4 - 0 | وردر برمن       | راین نکر آرنا     | ۲۱ فوریه | ۱۸:۰۰ |

| وردر برمن       | 2 - 1 | آینتراخت فرانکفورت  | وزراشتادیون        | ۲۶ فوریه | ۲۰:۳۰ |
| بایرن مونیخ     | 5 - 1 | کلن                 | آلیانتس آرنا       | ۲۷ فوریه | ۱۵:۳۰ |
| بروسیا دورتموند | 3 - 0 | آرمینیا بیله‌فلد     | سیگنال ایدونا پارک | ۲۷ فوریه | ۱۵:۳۰ |
| ولفسبورگ        | 2 - 0 | هرتا برلین          | فولکس‌واگن آرنا     | ۲۷ فوریه | ۱۵:۳۰ |
| اشتوتگارت       | 5 - 1 | شالکه ۰۴            | مرسدس-بنز آرنا     | ۲۷ فوریه | ۱۵:۳۰ |
| لایپزیگ         | 3 - 2 | بروسیا مونشن‌گلادباخ | رد بول آرنا        | ۲۷ فوریه | ۱۸:۳۰ |
| یونیون برلین    | 1 - 1 | هوفنهایم            | آلتن فورستری       | ۲۸ فوریه | ۱۳:۳۰ |
| ماینتس          | 0 - 1 | آگسبورگ             | اپل آرنا           | ۲۸ فوریه | ۱۵:۳۰ |
| بایر لورکوزن    | 1 - 2 | فرایبورگ            | بای‌آرنا            | ۲۸ فوریه | ۱۸:۰۰ |

| شالکه ۰۴            | 0 - 0 | ماینتس          | فلتینس-آرنا       | ۵ مارس | ۲۰:۳۰ |
| بروسیا مونشن‌گلادباخ | 0 - 1 | بایر لورکوزن    | بروسیا پارک       | ۶ مارس | ۱۵:۳۰ |
| هوفنهایم            | 2 - 1 | ولفسبورگ        | راین نکر آرنا     | ۶ مارس | ۱۵:۳۰ |
| فرایبورگ            | 0 - 3 | لایپزیگ         | شوارتزوالد        | ۶ مارس | ۱۵:۳۰ |
| آینتراخت فرانکفورت  | 1 - 1 | اشتوتگارت       | کومرتسبانک آرنا   | ۶ مارس | ۱۵:۳۰ |
| هرتا برلین          | 2 - 1 | آگسبورگ         | المپیک برلین      | ۶ مارس | ۱۵:۳۰ |
| بایرن مونیخ         | 4 - 2 | بروسیا دورتموند | آلیانتس آرنا      | ۶ مارس | ۱۸:۳۰ |
| کلن                 | 1 - 1 | وردر برمن       | ورزشگاه راین‌انرژی | ۷ مارس | ۱۵:۳۰ |
| آرمینیا بیله‌فلد     | 0 - 0 | یونیون برلین    | بیلفلدر           | ۷ مارس | ۱۸:۰۰ |

| آگسبورگ         | 3 - 1 | بروسیا مونشن‌گلادباخ | WWK آرنا           | ۱۲ مارس | ۲۰:۳۰ |
| ولفسبورگ        | 5 - 0 | شالکه ۰۴            | فولکس‌واگن آرنا     | ۱۳ مارس | ۱۵:۳۰ |
| یونیون برلین    | 2 - 1 | کلن                 | آلتن فورستری       | ۱۳ مارس | ۱۵:۳۰ |
| ماینتس          | 1 - 0 | فرایبورگ            | اپل آرنا           | ۱۳ مارس | ۱۵:۳۰ |
| وردر برمن       | 1 - 3 | بایرن مونیخ         | وزراشتادیون        | ۱۳ مارس | ۱۵:۳۰ |
| بروسیا دورتموند | 2 - 0 | هرتا برلین          | سیگنال ایدونا پارک | ۱۳ مارس | ۱۸:۳۰ |
| بایر لورکوزن    | 1 - 2 | آرمینیا بیله‌فلد     | بای‌آرنا            | ۱۴ مارس | ۱۳:۳۰ |
| لایپزیگ         | 1 - 1 | آینتراخت فرانکفورت  | رد بول آرنا        | ۱۴ مارس | ۱۵:۳۰ |
| اشتوتگارت       | 2 - 0 | هوفنهایم            | مرسدس-بنز اشتادیون | ۱۴ مارس | ۱۸:۰۰ |

| آرمینیا بیله‌فلد    | 0 - 1 | لایپزیگ             | بیلفلدر           | ۱۹ مارس | ۲۰:۳۰ |
| بایرن مونیخ        | 4 - 0 | اشتوتگارت           | آلیانتس آرنا      | ۲۰ مارس | ۱۵:۳۰ |
| آینتراخت فرانکفورت | 5 - 2 | یونیون برلین        | کومرتسبانک آرنا   | ۲۰ مارس | ۱۵:۳۰ |
| کلن                | 2 - 2 | بروسیا دورتموند     | ورزشگاه راین‌انرژی | ۲۰ مارس | ۱۵:۳۰ |
| وردر برمن          | 1 - 2 | ولفسبورگ            | وزراشتادیون       | ۲۰ مارس | ۱۵:۳۰ |
| شالکه ۰۴           | 0 - 3 | بروسیا مونشن‌گلادباخ | فلتینس-آرنا       | ۲۰ مارس | ۱۸:۳۰ |
| هوفنهایم           | 1 - 2 | ماینتس              | راین نکر آرنا     | ۲۱ مارس | ۱۳:۳۰ |
| هرتا برلین         | 3 - 0 | بایر لورکوزن        | المپیک برلین      | ۲۱ مارس | ۱۵:۳۰ |
| فرایبورگ           | 2 - 0 | آگسبورگ             | شوارتزوالد        | ۲۱ مارس | ۱۸:۰۰ |

| بروسیا دورتموند     | 1 - 2 | آینتراخت فرانکفورت | سیگنال ایدونا پارک | ۳ آوریل | ۱۵:۳۰ |
| بایر لورکوزن        | 2 - 1 | شالکه ۰۴           | بای‌آرنا            | ۳ آوریل | ۱۵:۳۰ |
| ولفسبورگ            | 1 - 0 | کلن                | فولکس‌واگن آرنا     | ۳ آوریل | ۱۵:۳۰ |
| ماینتس              | 1 - 1 | آرمینیا بیله‌فلد    | اپل آرنا           | ۳ آوریل | ۱۵:۳۰ |
| آگسبورگ             | 2 - 1 | هوفنهایم           | WWK آرنا           | ۳ آوریل | ۱۵:۳۰ |
| لایپزیگ             | 0 - 1 | بایرن مونیخ        | رد بول آرنا        | ۳ آوریل | ۱۸:۳۰ |
| بروسیا مونشن‌گلادباخ | 2 - 1 | فرایبورگ           | بروسیا پارک        | ۳ آوریل | ۲۰:۳۰ |
| اشتوتگارت           | 1 - 0 | وردر برمن          | مرسدس-بنز آرنا     | ۴ آوریل | ۱۵:۳۰ |
| یونیون برلین        | 1 - 1 | هرتا برلین         | آلتن فورستری       | ۴ آوریل | ۱۸:۰۰ |

| آرمینیا بیله‌فلد    | 1 - 0 | فرایبورگ            | بیلفلدر           | ۹ آوریل  | ۲۰:۳۰ |
| بایرن مونیخ        | 1 - 1 | یونیون برلین        | آلیانتس آرنا      | ۱۰ آوریل | ۱۵:۳۰ |
| آینتراخت فرانکفورت | 4 - 3 | ولفسبورگ            | کومرتسبانک آرنا   | ۱۰ آوریل | ۱۵:۳۰ |
| هرتا برلین         | 2 - 2 | بروسیا مونشن‌گلادباخ | المپیک برلین      | ۱۰ آوریل | ۱۵:۳۰ |
| وردر برمن          | 1 - 4 | لایپزیگ             | وزراشتادیون       | ۱۰ آوریل | ۱۵:۳۰ |
| اشتوتگارت          | 2 - 3 | بروسیا دورتموند     | مرسدس-بنز آرنا    | ۱۰ آوریل | ۱۸:۳۰ |
| شالکه ۰۴           | 1 - 0 | آگسبورگ             | فلتینس-آرنا       | ۱۱ آوریل | ۱۵:۳۰ |
| کلن                | 2 - 3 | ماینتس              | ورزشگاه راین‌انرژی | ۱۱ آوریل | ۱۸:۰۰ |
| هوفنهایم           | 0 - 0 | بایر لورکوزن        | راین نکر آرنا     | ۱۲ آوریل | ۲۰:۳۰ |

| لایپزیگ             | 0 - 0 | هوفنهایم           | رد بول آرنا        | ۱۶ آوریل | ۲۰:۳۰ |
| بروسیا مونشن‌گلادباخ | 4 - 0 | آینتراخت فرانکفورت | بروسیا پارک        | ۱۷ آوریل | ۱۵:۳۰ |
| ولفسبورگ            | 2 - 3 | بایرن مونیخ        | فولکس‌واگن آرنا     | ۱۷ آوریل | ۱۵:۳۰ |
| فرایبورگ            | 4 - 0 | شالکه ۰۴           | شوارتزوالد         | ۱۷ آوریل | ۱۵:۳۰ |
| یونیون برلین        | 2 - 1 | اشتوتگارت          | آلتن فورستری       | ۱۷ آوریل | ۱۵:۳۰ |
| آگسبورگ             | 0 - 0 | آرمینیا بیله‌فلد    | WWK آرنا           | ۱۷ آوریل | ۱۵:۳۰ |
| بایر لورکوزن        | 3 - 0 | کلن                | بای‌آرنا            | ۱۷ آوریل | ۱۸:۳۰ |
| بروسیا دورتموند     | 4 - 1 | وردر برمن          | سیگنال ایدونا پارک | ۱۸ آوریل | ۱۵:۳۰ |
| ماینتس              | 1 - 1 | هرتا برلین         | اپل آرنا           | ۳ مه     | ۱۸:۰۰ |

| کلن                | 2 - 1 | لایپزیگ             | ورزشگاه راین‌انرژی  | ۲۰ آوریل | ۱۸:۳۰ |
| بایرن مونیخ        | 2 - 0 | بایر لورکوزن        | آلیانتس آرنا       | ۲۰ آوریل | ۲۰:۳۰ |
| آینتراخت فرانکفورت | 2 - 0 | آگسبورگ             | کومرتسبانک آرنا    | ۲۰ آوریل | ۲۰:۳۰ |
| آرمینیا بیله‌فلد    | 1 - 0 | شالکه ۰۴            | بیلفلدر            | ۲۰ آوریل | ۲۰:۳۰ |
| بروسیا دورتموند    | 2 - 0 | یونیون برلین        | سیگنال ایدونا پارک | ۲۱ آوریل | ۲۰:۳۰ |
| هوفنهایم           | 3 - 2 | بروسیا مونشن‌گلادباخ | راین نکر آرنا      | ۲۱ آوریل | ۲۰:۳۰ |
| وردر برمن          | 0 - 1 | ماینتس              | وزراشتادیون        | ۲۱ آوریل | ۲۰:۳۰ |
| اشتوتگارت          | 1 - 3 | ولفسبورگ            | مرسدس-بنز آرنا     | ۲۱ آوریل | ۲۰:۳۰ |
| هرتا برلین         | 3 - 0 | فرایبورگ            | المپیک برلین       | ۶ مه     | ۱۸:۳۰ |

| آگسبورگ             | 2 - 3 | کلن                | WWK آرنا       | ۲۳ آوریل | ۲۰:۳۰ |
| ولفسبورگ            | 0 - 2 | بروسیا دورتموند    | فولکس‌واگن آرنا | ۲۴ آوریل | ۱۵:۳۰ |
| فرایبورگ            | 1 - 1 | هوفنهایم           | شوارتزوالد     | ۲۴ آوریل | ۱۵:۳۰ |
| یونیون برلین        | 3 - 1 | وردر برمن          | آلتن فورستری   | ۲۴ آوریل | ۱۵:۳۰ |
| ماینتس              | 2 - 1 | بایرن مونیخ        | اپل آرنا       | ۲۴ آوریل | ۱۵:۳۰ |
| بایر لورکوزن        | 3 - 1 | آینتراخت فرانکفورت | بای‌آرنا        | ۲۴ آوریل | ۱۸:۳۰ |
| لایپزیگ             | 2 - 0 | اشتوتگارت          | رد بول آرنا    | ۲۵ آوریل | ۱۵:۳۰ |
| بروسیا مونشن‌گلادباخ | 5 - 0 | آرمینیا بیله‌فلد    | بروسیا پارک    | ۲۵ آوریل | ۱۸:۰۰ |
| شالکه ۰۴            | 1 - 2 | هرتا برلین         | فلتینس-آرنا    | ۱۲ مه    | ۱۸:۰۰ |

| اشتوتگارت          | 2 - 1 | آگسبورگ             | مرسدس-بنز آرنا     | ۷ مه | ۲۰:۳۰ |
| بروسیا دورتموند    | 3 - 2 | لایپزیگ             | سیگنال ایدونا پارک | ۸ مه | ۱۵:۳۰ |
| هوفنهایم           | 4 - 2 | شالکه ۰۴            | راین نکر آرنا      | ۸ مه | ۱۵:۳۰ |
| ولفسبورگ           | 3 - 0 | یونیون برلین        | فولکس‌واگن آرنا     | ۸ مه | ۱۵:۳۰ |
| وردر برمن          | 0 - 0 | بایر لورکوزن        | وزراشتادیون        | ۸ مه | ۱۵:۳۰ |
| بایرن مونیخ (ق)    | 6 - 0 | بروسیا مونشن‌گلادباخ | آلیانتس آرنا       | ۸ مه | ۱۸:۳۰ |
| کلن                | 1 - 4 | فرایبورگ            | ورزشگاه راین‌انرژی  | ۹ مه | ۱۳:۳۰ |
| آینتراخت فرانکفورت | 1 - 1 | ماینتس              | کومرتسبانک آرنا    | ۹ مه | ۱۵:۳۰ |
| هرتا برلین         | 0 - 0 | آرمینیا بیله‌فلد     | المپیک برلین       | ۹ مه | ۱۸:۰۰ |

| بروسیا مونشن‌گلادباخ | 1 - 2 | اشتوتگارت          | بروسیا پارک  | ۱۵ مه | ۱۵:۳۰ |
| بایر لورکوزن        | 1 - 1 | یونیون برلین       | بای‌آرنا      | ۱۵ مه | ۱۵:۳۰ |
| فرایبورگ            | 2 - 2 | بایرن مونیخ        | شوارتزوالد   | ۱۵ مه | ۱۵:۳۰ |
| هرتا برلین          | 0 - 0 | کلن                | المپیک برلین | ۱۵ مه | ۱۵:۳۰ |
| شالکه ۰۴            | 4 - 3 | آینتراخت فرانکفورت | فلتینس-آرنا  | ۱۵ مه | ۱۵:۳۰ |
| آگسبورگ             | 2 - 0 | وردر برمن          | WWK آرنا     | ۱۵ مه | ۱۵:۳۰ |
| آرمینیا بیله‌فلد     | 1 - 1 | هوفنهایم           | بیلفلدر      | ۱۵ مه | ۱۵:۳۰ |
| ماینتس              | 1 - 3 | بروسیا دورتموند    | اپل آرنا     | ۱۶ مه | ۱۸:۰۰ |
| لایپزیگ             | 2 - 2 | ولفسبورگ           | رد بول آرنا  | ۱۶ مه | ۲۰:۳۰ |

| بایرن مونیخ        | 5 - 2 | آگسبورگ             | آلیانتس آرنا       | ۲۲ مه | ۱۵:۳۰ |
| بروسیا دورتموند    | 3 - 1 | بایر لورکوزن        | سیگنال ایدونا پارک | ۲۲ مه | ۱۵:۳۰ |
| هوفنهایم           | 2 - 1 | هرتا برلین          | راین نکر آرنا      | ۲۲ مه | ۱۵:۳۰ |
| ولفسبورگ           | 2 - 3 | ماینتس              | فولکس‌واگن آرنا     | ۲۲ مه | ۱۵:۳۰ |
| آینتراخت فرانکفورت | 3 - 1 | فرایبورگ            | کومرتسبانک آرنا    | ۲۲ مه | ۱۵:۳۰ |
| یونیون برلین       | 2 - 1 | لایپزیگ             | آلتن فورستری       | ۲۲ مه | ۱۵:۳۰ |
| کلن                | 1 - 0 | شالکه ۰۴            | ورزشگاه راین‌انرژی  | ۲۲ مه | ۱۵:۳۰ |
| وردر برمن          | 2 - 4 | بروسیا مونشن‌گلادباخ | وزراشتادیون        | ۲۲ مه | ۱۵:۳۰ |
| اشتوتگارت          | 0 - 2 | آرمینیا بیله‌فلد     | مرسدس-بنز آرنا     | ۲۲ مه | ۱۵:۳۰ |

## بازی‌های پلی‌آف

### نگاه کلی
| تیم ۱           | نتیجه نهایی | تیم ۲                       | بازی رفت | بازی برگشت |
| --------------- | ----------- | --------------------------- | -------- | ---------- |
| کلن (بوندسلیگا) | ۵–۲         | هولشتاین کیل (بوندسلیگا .۲) | ۰–۱      | ۵–۱        |

### بازی‌ها
| کلن | ۰–۱   | هولشتاین کیل |
| --- | ----- | ------------ |
|     | گزارش | - لورنتس ۵۹' |

| هولشتاین کیل | ۱–۵   | کلن                                                  |
| ------------ | ----- | ---------------------------------------------------- |
| - لی ۴'      | گزارش | - هکتور ۳' - اندرسون ۶'، ۱۳' - شیهوس ۳۹' - صخیری ۸۴' |

## آمار فصل
| بازیکن           | باشگاه             | گل‌ها | بازی | م.گ. |
| ---------------- | ------------------ | ---- | ---- | ---- |
| روبرت لواندوفسکی | بایرن مونیخ        | ۴۱   | ۲۸   | ۱٫۴۳ |
| آندره سیلوا      | آینتراخت فرانکفورت | ۲۷   | ۳۱   | ۰٫۸۷ |
| ارلینگ هالند     | دورتموند           | ۲۵   | ۲۷   | ۰٫۹۳ |
| واوت وخورست      | وولفسبورگ          | ۲۰   | ۳۳   | ۰٫۶۱ |
| آندری کراماریچ   | هوفنهایم           | ۱۹   | ۲۷   | ۰٫۷  |
| ساشا کالایچیچ    | اشتوتگارت          | ۱۶   | ۳۲   | ۰٫۵  |
| لارس اشتیندل     | مونشن‌گلادباخ       | ۱۳   | ۲۹   | ۰٫۴۵ |
| لوکاس آلاریو     | بایر لورکوزن       | ۱۱   | ۲۵   | ۰٫۴۴ |
| سیلاس            | اشتوتگارت          | ۱۱   | ۲۵   | ۰٫۴۴ |
| توماس مولر       | بایرن مونیخ        | ۱۱   | ۳۱   | ۰٫۳۵ |

| بازیکن       | باشگاه             | پاس گل | بازی | م.پ.گ. |
| ------------ | ------------------ | ------ | ---- | ------ |
| توماس مولر   | بایرن مونیخ        | ۱۸     | ۳۱   | ۰٫۵۸   |
| فیلیپ کوستیچ | آینتراخت فرانکفورت | ۱۲     | ۲۹   | ۰٫۴۱   |
| یوناس هوفمان | مونشن‌گلادباخ       | ۱۱     | ۲۳   | ۰٫۴۸   |
| دایچی کاماتا | آینتراخت فرانکفورت | ۱۲     | ۳۱   | ۰٫۳۹   |
| یزوا کیمیش   | بایرن مونیخ        | ۱۰     | ۲۶   | ۰٫۳۸   |
| رافائل گریرو | دورتموند           | ۱۰     | ۲۷   | ۰٫۳۷   |

### هت-تریک‌ها
| تاریخ      | بازیکن           | گل‌ها              | باشگاه             | باشگاه           | نتیجه | مقابل            | مقابل              | گزارش   |
| ---------- | ---------------- | ----------------- | ------------------ | ---------------- | ----- | ---------------- | ------------------ | ------- |
| ۱۸/۹/۲۰۲۰  | سرژ گنابری       | ۴' ۴۷' ۵۹'        | بایرن مونیخ        | بایرن            | ۸ – ۰ | نوردراین-وستفالن | شالکه              | هفته ۱  |
| ۱۹/۹/۲۰۲۰  | آندری کراماریچ   | ۳' '۴۵+۳ ۹۰+۲'    | کلن                | نوردراین-وستفالن | ۲ – ۳ | بادن-وورتمبرگ    | هوفنهایم           | هفته ۱  |
| ۲۶/۹/۲۰۲۰  | نیکلاس فولکروگ   | ۲۲' ۳۷' '۵۹       | شالکه              | نوردراین-وستفالن | ۱ – ۳ | برمن (ایالت)     | وردر برمن          | هفته ۲  |
| ۴/۱۰/۲۰۲۰  | روبرت لواندوفسکی | ۴۰' ۵۱' ۸۵' '۹۰+۳ | بایرن مونیخ        | بایرن            | ۴ – ۳ | برلین            | هرتابرلین          | هفته ۳  |
| ۲۴/۱۰/۲۰۲۰ | روبرت لواندوفسکی | ۱۰' ۲۶' ۶۰'       | بایرن مونیخ        | بایرن            | ۵ – ۰ | هسن              | آینتراخت فرانکفورت | هفته ۵  |
| ۲۱/۱۱/۲۰۲۰ | ارلینگ هالند     | ۴۷' ۴۹' ۶۲' ۷۹'   | هرتابرلین          | برلین            | ۲ – ۵ | نوردراین-وستفالن | دورتموند           | هفته ۸  |
| ۲۲/۱۱/۲۰۲۰ | ژان-فیلیپ ماتتا  | ۲' ۳۴' ۴۰'        | فرایبورگ           | بادن-وورتمبرگ    | ۱ – ۳ | راینلاند فالتس   | ماینتس             | هفته ۸  |
| ۱۵/۱۲/۲۰۲۰ | لارس اشتیندل     | ۱۴' '۹۰ ۹۰+۵'     | آینتراخت فرانکفورت | هسن              | ۳ – ۳ | نوردراین-وستفالن | مونشن‌گلادباخ       | هفته ۱۲ |
| ۹/۱/۲۰۲۱   | مثیو هوپ         | ۴۲' ۵۷' ۶۳'       | شالکه              | نوردراین-وستفالن | ۴ – ۰ | بادن-وورتمبرگ    | هوفنهایم           | هفته ۱۵ |
| ۶/۳/۲۰۲۱   | روبرت لواندوفسکی | ۲۶' '۴۴ ۹۰'       | بایرن مونیخ        | بایرن            | ۴ – ۲ | نوردراین-وستفالن | دورتموند           | هفته ۲۴ |
| ۲۰/۳/۲۰۲۱  | روبرت لواندوفسکی | ۱۸' ۲۳' ۳۹'       | بایرن مونیخ        | بایرن            | ۴ – ۰ | بادن-وورتمبرگ    | اشتوتگارت          | هفته ۲۶ |
| ۲۴/۴/۲۰۲۱  | یوئل پوهیانپالو  | ۵۰' ۵۳' ۶۷'       | یونیون برلین       | برلین            | ۳ – ۱ | برمن (ایالت)     | وردر برمن          | هفته ۳۱ |
| ۸/۵/۲۰۲۱   | یوسیپ برکالو     | ۱۲' ۶۳' ۸۹'       | وولفسبورگ          | نیدرزاکسن        | ۳ – ۰ | برلین            | یونیون برلین       | هفته ۳۲ |
| ۸/۵/۲۰۲۱   | روبرت لواندوفسکی | ۲' ۳۴' '۶۵        | بایرن مونیخ        | بایرن            | ۶ – ۰ | نوردراین-وستفالن | مونشن‌گلادباخ       | هفته ۳۲ |

## جوایز

### جوایز ماهانه
| ماه     | بهترین بازیکن ماه | بهترین بازیکن ماه | بهترین بازیکن تازه‌کار ماه | بهترین بازیکن تازه‌کار ماه | بهترین گل ماه    | بهترین گل ماه | منبع                 |
| ماه     | بازیکن            | باشگاه            | بازیکن                    | باشگاه                    | بازیکن           | باشگاه        | منبع                 |
| ------- | ----------------- | ----------------- | ------------------------- | ------------------------- | ---------------- | ------------- | -------------------- |
| سپتامبر | آندری کراماریچ    | هوفنهایم          | جود بلینگام               | دورتموند                  | یزوا کیمیش       | بایرن مونیخ   | [ ۴۹ ] [ ۵۰ ] [ ۵۱ ] |
| اکتبر   | روبرت لواندوفسکی  | بایرن مونیخ       | متئو کلیموویچ             | اشتوتگارت                 | یوسف پولسن       | لایپزیگ       | [ ۴۹ ] [ ۵۰ ] [ ۵۱ ] |
| نوامبر  | ارلینگ هالند      | دورتموند          | سیلاس                     | اشتوتگارت                 | والنتینو لاتسارو | مونشن‌گلادباخ  | [ ۴۹ ] [ ۵۰ ] [ ۵۱ ] |
| دسامبر  | لارس اشتیندل      | مونشن‌گلادباخ      | سیلاس                     | اشتوتگارت                 | لئون بیلی        | لورکوزن       | [ ۴۹ ] [ ۵۰ ] [ ۵۱ ] |
| ژانویه  | آندره سیلوا       | آینتراخت          | مثیو هوپ                  | شالکه                     | ندیم امیری       | لورکوزن       | [ ۴۹ ] [ ۵۰ ] [ ۵۱ ] |
| فوریه   | جیدون سانچو       | دورتموند          | سیلاس                     | اشتوتگارت                 | مارسل زابیتسر    | لایپزیگ       | [ ۴۹ ] [ ۵۰ ] [ ۵۱ ] |
| مارس    | فیلیپ کوستیچ      | آینتراخت          | ریتسو دوان                | بیله‌فلد                   | دیووایزیو زیفاک  | هرتابرلین     | [ ۴۹ ] [ ۵۰ ] [ ۵۱ ] |
| آوریل   | ارلینگ هالند      | دورتموند          | جمال موزیالا              | بایرن مونیخ               | اوندری دودا      | کلن           | [ ۴۹ ] [ ۵۰ ] [ ۵۱ ] |
| مه      | —                 | —                 | —                         | —                         | روبرت لواندوفسکی | بایرن مونیخ   | [ ۴۹ ] [ ۵۰ ] [ ۵۱ ] |

### جوایز سالانه
| جایزه                     | برنده                 | باشگاه       | منبع   |
| ------------------------- | --------------------- | ------------ | ------ |
| بهترین بازیکن فصل         | ارلینگ هالند          | دورتموند     |        |
| بهترین بازیکن تازه‌کار فصل | سیلاس کوتومپا ام‌وومپا | اشتوتگارت    | [ ۵۰ ] |
| بهترین گل فصل             | والنتینو لاتسارو      | مونشن‌گلادباخ |        |

### ترکیب برتر فصل
| شماره | پست       | ملیت    | بازیکن           | باشگاه                           | ترکیب ۳-۳-۴                                                              |
| ----- | --------- | ------- | ---------------- | -------------------------------- | ------------------------------------------------------------------------ |
| ۱     | دروازه‌بان | آلمان   | مانوئل نویر      | باشگاه فوتبال بایرن مونیخ        | نویر هوملس آنخلینیو باکو دیویز گورتسکا کیمیش مولر سیلوا هالند لواندوفسکی |
| ۲     | مدافعان   | کانادا  | آلفونسو دیویز    | باشگاه فوتبال بایرن مونیخ        | نویر هوملس آنخلینیو باکو دیویز گورتسکا کیمیش مولر سیلوا هالند لواندوفسکی |
| ۳     | مدافعان   | اسپانیا | آنخلینیو         | باشگاه فوتبال لایپزیگ            | نویر هوملس آنخلینیو باکو دیویز گورتسکا کیمیش مولر سیلوا هالند لواندوفسکی |
| ۴     | مدافعان   | آلمان   | متس هوملس        | باشگاه فوتبال بروسیا دورتموند    | نویر هوملس آنخلینیو باکو دیویز گورتسکا کیمیش مولر سیلوا هالند لواندوفسکی |
| ۵     | مدافعان   | آلمان   | ریدل باکو        | باشگاه فوتبال وولفسبورگ          | نویر هوملس آنخلینیو باکو دیویز گورتسکا کیمیش مولر سیلوا هالند لواندوفسکی |
| ۶     | هافبک‌ها   | آلمان   | لئون گورتسکا     | باشگاه فوتبال بایرن مونیخ        | نویر هوملس آنخلینیو باکو دیویز گورتسکا کیمیش مولر سیلوا هالند لواندوفسکی |
| ۷     | هافبک‌ها   | آلمان   | یزوا کیمیش       | باشگاه فوتبال بایرن مونیخ        | نویر هوملس آنخلینیو باکو دیویز گورتسکا کیمیش مولر سیلوا هالند لواندوفسکی |
| ۸     | هافبک‌ها   | آلمان   | توماس مولر       | باشگاه فوتبال بایرن مونیخ        | نویر هوملس آنخلینیو باکو دیویز گورتسکا کیمیش مولر سیلوا هالند لواندوفسکی |
| ۹     | مهاجمان   | پرتغال  | آندره سیلوا      | باشگاه فوتبال آینتراخت فرانکفورت | نویر هوملس آنخلینیو باکو دیویز گورتسکا کیمیش مولر سیلوا هالند لواندوفسکی |
| ۱۰    | مهاجمان   | لهستان  | روبرت لواندوفسکی | باشگاه فوتبال بایرن مونیخ        | نویر هوملس آنخلینیو باکو دیویز گورتسکا کیمیش مولر سیلوا هالند لواندوفسکی |
| ۱۱    | مهاجمان   | نروژ    | ارلینگ هالند     | باشگاه فوتبال بروسیا دورتموند    | نویر هوملس آنخلینیو باکو دیویز گورتسکا کیمیش مولر سیلوا هالند لواندوفسکی |

## ترکیب تیم قهرمان
| ۱. | باشگاه فوتبال بایرن مونیخ |
|    | - دروازه‌بان‌ها: مانوئل نویر (۳۳/۰)؛ الکساندر نوبل (۱/۰) - مدافعان: داوید آلابا (۳۲/۲)؛ ژروم بواتنگ (۲۹/۱)؛ آلفونسو دیویز (۲۳/۱)؛ لوکا ارناندز (۲۳/۰)؛ نیانزو کواسی (۶/۰)؛ بنژامن پاوار (۲۴/۰)؛ بونا سار (۸/۰)؛ یوسیپ استانیشیچ (۱/۰)؛ نیکلاس زوله (۲۰/۱) - بازیکنان میانی: تیاگو دانتاش (۲/۰)؛ لئون گورتسکا (۲۴/۵)؛ یزوا کیمیش (۲۷/۴)؛ خاوی مارتینث (۱۹/۰)؛ مارک روکا (۶/۰)؛ کریستوفر اسکات (۲/۰)؛ کورنتا تولیسو (۱۶/۱) - مهاجمان: اریک ماکسیم چوپو-موتینگ (۲۲/۳)؛ کینگزلی کومان (۲۹/۵)؛ دوگلاس کوستا (۱۱/۱)؛ سرژ گنابری (۲۷/۱۰)؛ روبرت لواندوفسکی (۲۹/۴۱)؛ توماس مولر (۳۲/۱۱)؛ جمال موزیالا (۲۶/۶)؛ لروی زانه (۳۲/۶) - سرمربی: هانسی فلیک |
|    | - میکائیل کویزانس (۱/۰)، کریس ریچاردز (۳/۰) و یاشوا زیرکزی (۳/۰) در طول فصل باشگاه را ترک کردند. |

## یادداشت
1. ↑  با توجه به شیوع کووید ۱۹ در آلمان، اداره بهداشت هر منطقه اجازه حضور تعداد مشخصی از هواداران را در ورزشگاه‌ها صادر می‌کرد.
2. ↑  بازی آرمینیا بیله‌فلد مقابل وردر برمن برای ۷ فوریه ۲۰۲۱ در ساعت ۱۸:۰۰ بعد از ظهر برنامه‌ریزی شده بود، اما به دلیل شرایط بد آب و هوایی به تعویق افتاد و به ۱۰ مارس ۲۰۲۱ در ساعت ۱۸:۳۰ بعد از ظهر موکول شد.[۴۷]
3. ↑  مسابقه بین ماینتس و هرتابرلین برای ۱۸ آوریل ۲۰۲۱ در ساعت ۱۸:۰۰ بعد از ظهر برنامه‌ریزی شده بود، اما به دلیل قرنطینه اعمال شده برای کارکنان هرتابرلین به دلیل موارد مثبت کووید-۱۹ به تاریخ ۳ مه ۲۰۲۱ در ساعت ۱۸:۰۰ موکول شد.[۴۸]
4. ↑  بازی هرتابرلین مقابل فرایبورگ برای ۲۱ آوریل ۲۰۲۱ در ساعت ۶:۳۰ بعدازظهر برنامه‌ریزی شده بود، اما به دلیل قرنطینه اعمال شده بر تیم هرتابرلین به دلیل موارد مثبت کووید-۱۹ به تاریخ ۶ مه ۲۰۲۱ در ساعت ۱۸:۳۰ موکول شد.[۴۸]
5. ↑  بازی شالکه مقابل هرتابرلین برای ۲۴ آوریل ۲۰۲۱ در ساعت ۱۵:۳۰ بعد از ظهر برنامه‌ریزی شده بود، اما به دلیل قرنطینه اعمال شده بر کارکنان هرتابرلین به دلیل موارد مثبت کووید-۱۹ به تعویق افتاد و بخ ۱۲ مه ۲۰۲۱ در ساعت ۱۸:۰۰ موکول شد.[۴۸]
6. ↑  به دنبال شیوع ویروس کرونا در آلمان، بازی‌های پلی‌آف بدون حضور تماشاگران برگزار شد.